# Friedrich Wilhelm Joseph Schelling

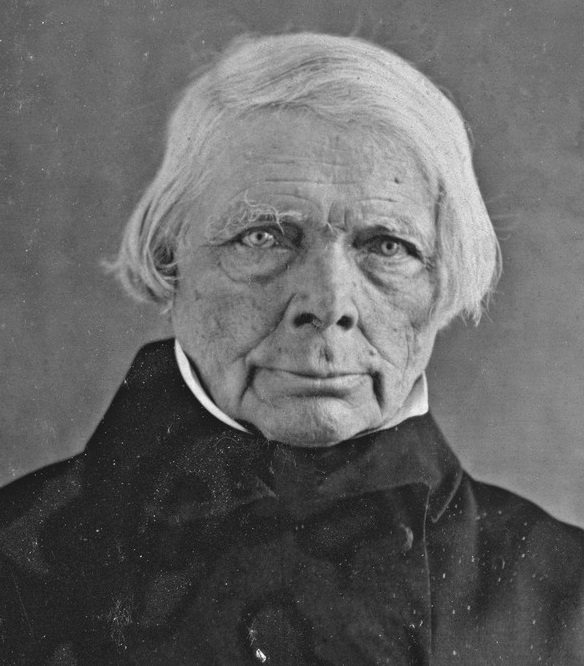
Friedrich Schelling, Daguerreotypie von Hermann Biow, Berlin, 1848

Friedrich Wilhelm Joseph Schelling, ab 1808 Ritter von Schelling (* 27. Januar 1775 in Leonberg, Herzogtum Württemberg; † 20. August 1854 in Ragaz, Kanton St. Gallen), war ein deutscher Philosoph, Anthropologe, Hochschullehrer, Theoretiker der sogenannten romantischen Medizin und einer der Hauptvertreter des Deutschen Idealismus.
Schelling war der Hauptbegründer der spekulativen Naturphilosophie, die von etwa 1800 bis 1830 in Deutschland fast alle Gebiete der damaligen Naturwissenschaften prägte. Seine Philosophie des Unbewussten hatte Einfluss auf die Ausbildung der Psychoanalyse. Schellings Philosophie bildet sowohl das entscheidende Verbindungsglied zwischen der kantischen und der hegelschen Philosophie als auch zwischen der idealistischen und nachidealistischen Philosophie. In ihr gehen Vernunftspekulation und über den Idealismus hinausgehende Motive ineinander über.

## Leben

### Herkunft und Schulzeit

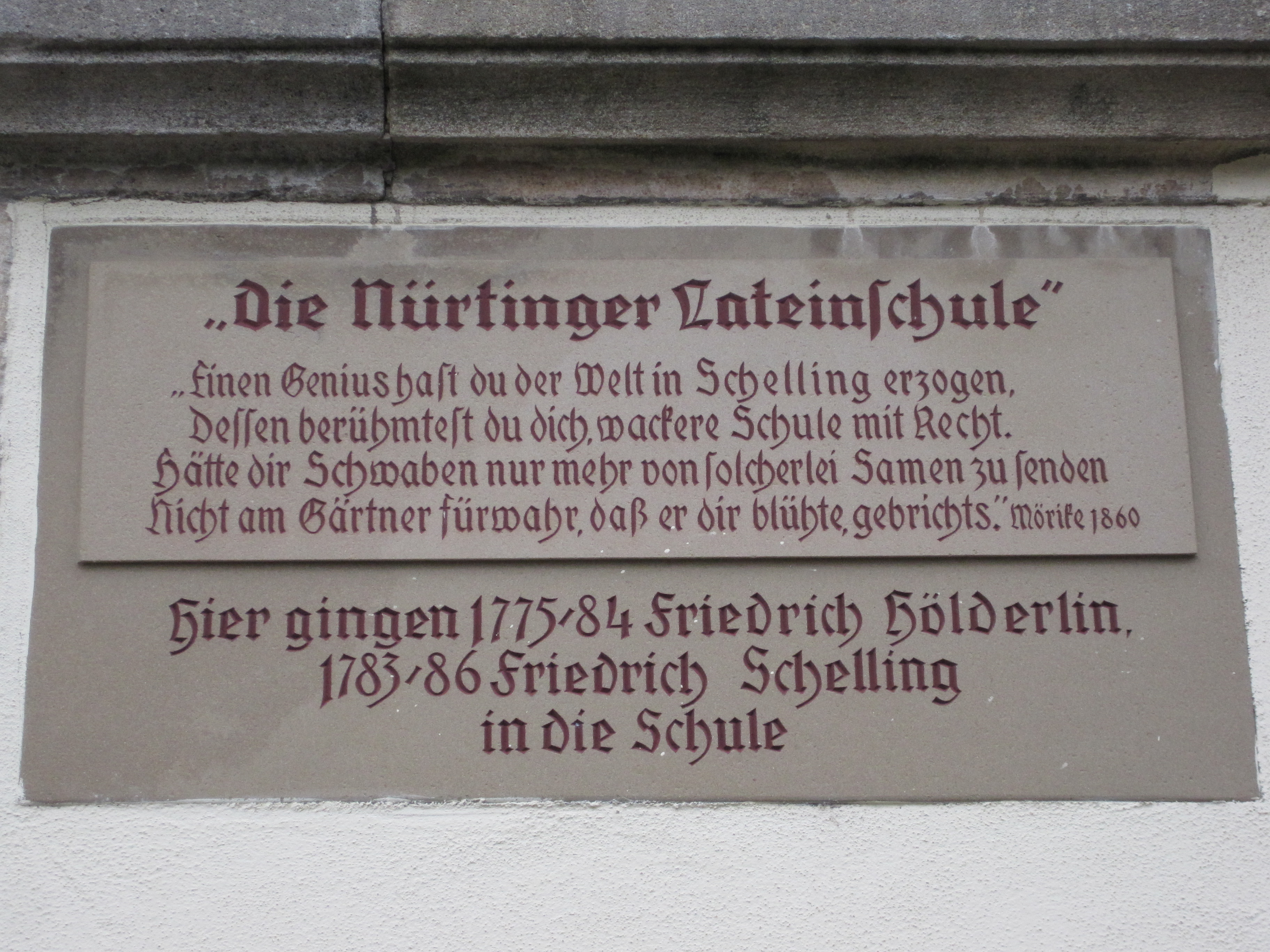
Inschrifttafel an der Nürtinger Lateinschule mit einem Zitat von Eduard Mörike

Friedrich Schelling stammte aus einer alteingesessenen schwäbischen Pfarrersfamilie. Der Vater Joseph Friedrich Schelling, zunächst Pfarrer und Diakon in Leonberg, ab 1777 Lehrer am Höheren Seminar des Klosters Bebenhausen, war ein angesehener Orientalist. Das intellektuelle Milieu in Schellings Elternhaus war von der protestantischen Mystik und pietistischen Innerlichkeit der Schwabenväter Johann Albrecht Bengel und Friedrich Christoph Oetinger geprägt und sollte nicht ohne Einfluss auf Schellings spätere Philosophie bleiben.
Schelling besuchte zunächst die Lateinschule in Nürtingen, dann die evangelische Klosterschule in Bebenhausen. Der als geistig frühreif geltende Schelling lernte dort neben Griechisch und Latein auch Hebräisch, Arabisch und neuere Sprachen mit den älteren Schülern. Dabei wurde Schelling unter anderem sehr von seinem Onkel und Lehrer Nathanael Köstlin geprägt.

### Studium
Mit einer Sondergenehmigung konnte Schelling 1790 bereits im Alter von knapp sechzehn Jahren in das zur Eberhard Karls Universität gehörende Tübinger Evangelische Stift aufgenommen werden. Dort studierte er Evangelische Theologie – gemeinsam mit Friedrich Hölderlin und Georg Wilhelm Friedrich Hegel. Zwischen diesen Studenten entwickelte sich eine geistig sehr fruchtbare Freundschaft, weshalb man sie die „Tübinger Drei“ nannte. Die Ideen der Drei wurden vor allem durch die geistige Welt der theologischen Aufklärung und den Enthusiasmus der Französischen Revolution geprägt. Ihr revolutionärer Geist schlägt sich im sogenannten Ältesten Systemprogramm des deutschen Idealismus (1796/97) nieder, in dem neben Gedanken zur Freiheit und zur Staatskritik auch die Idee einer Neuen Mythologie vertreten wird. Neben dem Studium der Philosophie Kants war es vor allem die Schrift Über die Lehre des Spinoza in Briefen an den Herrn Moses Mendelssohn von Friedrich Heinrich Jacobi, die großen Einfluss auf das Denken der Drei ausübte. Durch diesen Text und den folgenden Pantheismusstreit wurde die Philosophie von Baruch de Spinoza im deutschen Sprachraum, wenn auch als Skandalon, erst richtig bekannt. Schellings Auseinandersetzung mit Kant zeigt sich bereits in seiner Magister-Dissertation 1792, einer Abhandlung über den Ursprung des Bösen. Die Philosophie Spinozas hatte vor allem auf Schellings Früh- und Identitätsphilosophie starken Einfluss. Auch setzte Schelling sich bis zum Jahre 1812 immer wieder mit den Lehren Jacobis auseinander.
In seinen philosophischen Anfängen wurde Schelling auch durch die Philosophie Johann Gottlieb Fichtes stark beeinflusst, der damals in Jena lehrte und einen an Kant angelehnten subjektiven Idealismus vertrat. Die Nähe zu Fichtes Gedanken kommt in seiner Frühschrift Vom Ich als Prinzip der Philosophie oder über das Unbedingte im menschlichen Wissen (1795) zum Ausdruck und intensivierte sich nach der gemeinsamen Jenaer Zeit. 1801/02 kam es jedoch zum Bruch mit dem philosophischen Mentor Fichte, der sich im Briefwechsel der beiden dokumentiert. Nach Beendigung seines Theologiestudiums 1795 ging Schelling zunächst als Hauslehrer nach Stuttgart.
Von 1796 bis 1798 studierte Schelling an der Universität in Leipzig Mathematik, Naturwissenschaften und Medizin und legte damit die Grundlagen für seine Naturphilosophie. In dieser Zeit besuchte er seinen Landsmann Schiller in Jena, machte über diesen dort die Bekanntschaft mit Johann Wolfgang von Goethe (1796) und publizierte seine erste naturphilosophische Schrift mit dem programmatischen Titel Ideen zu einer Philosophie der Natur (1797).
Im August 1798 reiste Schelling zum Studium der dortigen Kunstsammlung nach Dresden. Hier kam es zum ersten Kontakt mit dem Kreis der Frühromantiker um die Gebrüder August Wilhelm und Friedrich Schlegel, Novalis, Friedrich Tieck und Friedrich Daniel Ernst Schleiermacher.

### Professur in Jena

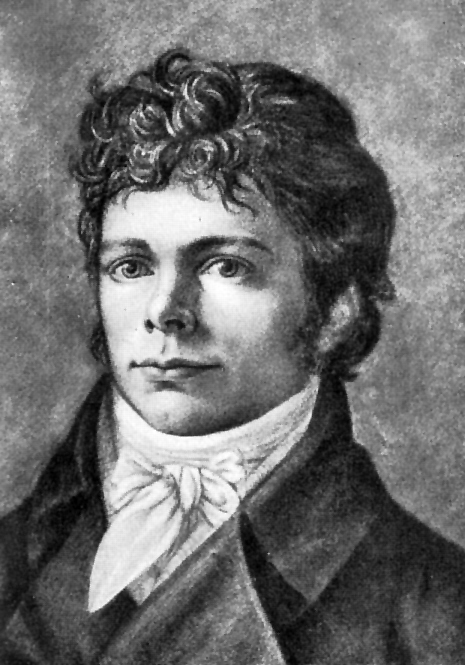
Porträt nach einem Ölgemälde von Christian Friedrich Tieck, um 1800

1798 wurde der 23-jährige Schelling mit der Unterstützung Goethes zum außerordentlichen Professor nach Jena berufen. Er lehrte an der Universität Jena neben Fichte, der allerdings schon 1799 wegen des Vorwurfs des Atheismus (siehe Fichte) seinen Lehrstuhl verlor. 1799 veröffentlichte Schelling seinen Erste[n] Entwurf zu einem System der Naturphilosophie und es entstand das System des transzendentalen Idealismus (1800), in welchem Schelling Naturphilosophie und Transzendentalphilosophie als gleichberechtigte Grundwissenschaften darstellte. Er gab außerdem eine Zeitschrift für spekulative Physik (1800/01) heraus, in der die Darstellung meines Systems der Philosophie (1801) erschien – das grundlegende Werk seiner Identitätsphilosophie, einer Philosophie des Absoluten, die stark von Spinoza geprägt ist.
Nach Fichtes Weggang aus Jena setzte ein Briefwechsel zwischen Schelling und Fichte ein, doch ab 1801 kam es zur philosophischen Entfremdung und der Briefwechsel endete 1802. Der Disput bezieht sich auf den Naturbegriff, den Begriff der intellektuellen Anschauung sowie auf das Verhältnis von Transzendental- und Naturphilosophie. Fichte, der als Subjekt nur das Ich kennt, kritisiert Schellings Vorstellung einer subjekthaften Natur, einer natura naturans. Auch kann es für ihn neben der Transzendentalphilosophie keine gleichberechtigte Naturphilosophie als Grundwissenschaft der Philosophie geben.
Ab 1802 arbeitete Schelling mit Hegel zusammen, beide gaben die Zeitschrift Kritisches Journal der Philosophie heraus (1802–1803). Im Jahre 1802 erschien der sokratische Dialog Bruno oder über das natürliche und göttliche Princip der Dinge (1802). Im selben Jahr hält Schelling seine Vorlesungen über die Methode des akademischen Studiums, welche 1803 erscheinen, mit der Zielrichtung, die vereinzelten Forschungszweige auf eine einheitliche philosophische Grundlage zu stellen.

### Würzburg, München, Erlangen
1803 wurde der Protestant Schelling (wie auch sein Freund Paulus) im Zuge der durch die Säkularisation erforderlichen Neuordnung an die vom Katholizismus geprägte Universität Würzburg berufen. Im Wintersemester 1803/04 begann er dort, wo der Physiologe und Naturphilosoph Johann Joseph Dömling sein Wegbereiter war, seine Tätigkeit als Professor der Philosophie. Neben der Schrift Philosophie und Religion (1804) entstand dort auch das System der gesamten Philosophie und der Naturphilosophie insbesondere (Würzburger Vorlesungen), eines der Hauptwerke der Identitätsphilosophie. Infolge verschiedener privater und beruflicher Widrigkeiten währte seine Zeit in Würzburg jedoch nur drei Jahre. Seine Naturphilosophie blieb dort aber nicht ohne Einfluss.

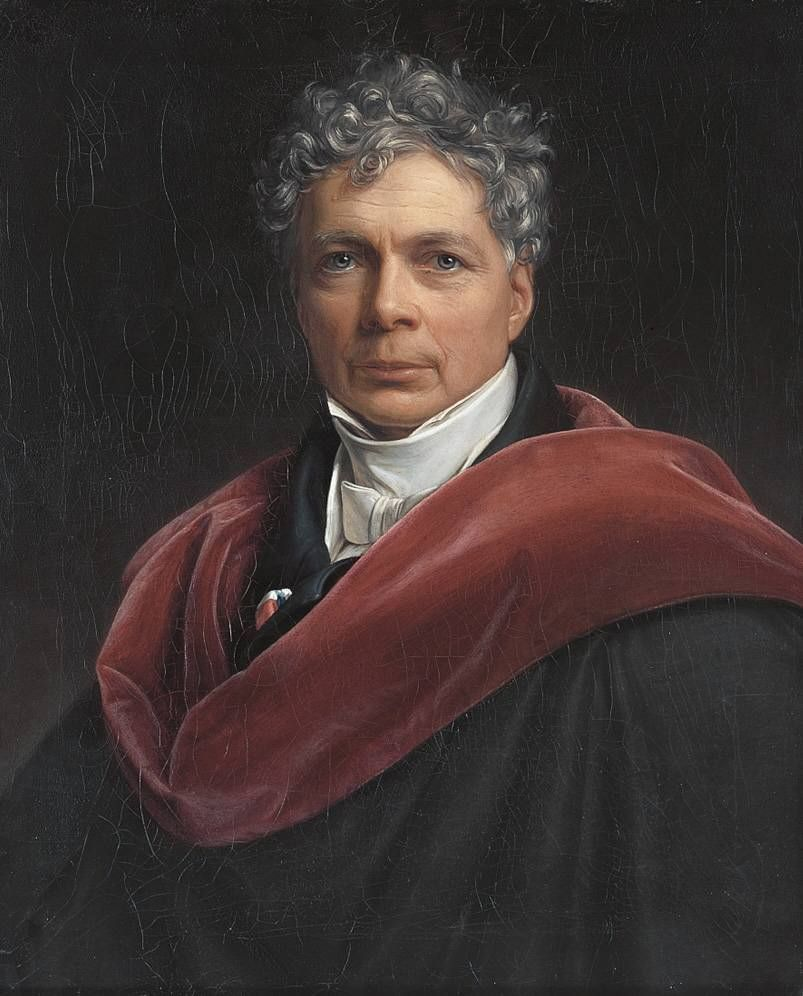
Friedrich Wilhelm Schelling, Gemälde von Joseph Karl Stieler, 1835

Im Frühjahr 1806 ging Schelling nach München, wo er in den bayerischen Staatsdienst eintrat, Mitglied der Bayerischen Akademie der Wissenschaften wurde und bis 1820 blieb. In dieser Zeit hatte Schelling keine akademische Lehrtätigkeit. In München kam es zur Zusammenarbeit mit Franz von Baader und Johann Wilhelm Ritter. Der Austausch mit Baader, dem damals besten Kenner der theosophischen Philosophie Jacob Böhmes, zeigte sich als sehr fruchtbar für Schellings nun folgende Freiheits- und Weltalter-Philosophie. In München entstand die sogenannte Freiheitsschrift Philosophische Untersuchungen über das Wesen der menschlichen Freiheit und die damit zusammenhängenden Gegenstände (1809). Von Februar bis Juli 1810 hielt Schelling in Stuttgart im Haus von Eberhard Friedrich Georgii vor einem privaten kleinen Kreis von Hörern Vorlesungen, die Stuttgarter Privatvorlesungen. Ab 1810 arbeitete er jahrelang an der Philosophie der Weltalter, die eine große Philosophie und Theologie der Geschichte werden sollte, aber nie fertiggestellt wurde.
1818 wurde Schelling zum Generalsekretär der neugegründeten Akademie der Bildenden Künste in München berufen (Rücktritt 1823). Von 1820 bis 1826 dozierte Schelling auch als Honorarprofessor ohne feste Lehrverpflichtung in Erlangen. Hier entstand die Initia philosophiae universae (Erlanger Vorlesungen), in der Schelling zum ersten Mal eine Philosophie der Mythologie skizziert und damit die Unterscheidung von negativer und positiver Philosophie.
Im Jahr 1827 wurde er als ordentlicher Professor an die neu errichtete Universität München berufen, wo er bis 1841 Vorlesungen hielt (seine zweite Münchener Zeit). 1827 bis 1842 war er Präsident der Bayerischen Akademie der Wissenschaften. Er war auch der erste Generalkonservator der neu reformierten Naturwissenschaftlichen Sammlungen der Akademie (die spätere SNSB). In München verkehrte er ab 1826 mit Georg Friedrich Creuzer, August Neander, Christian August Brandis und Victor Cousin. Von 1835 bis 1840 war Schelling der Philosophielehrer des Kronprinzen und späteren Königs Maximilian II. Joseph von Bayern. In München begann die Periode von Schellings Spätphilosophie.

### Berlin
1841 wurde Schelling nach Berlin auf den vakanten Lehrstuhl Hegels berufen. Dort lehrte er vor allem Religionsphilosophie (veröffentlicht als Philosophie der Mythologie und der Offenbarung). Sein Auftreten in der damaligen Metropole des Hegelianismus galt Karl Jaspers als das „letzte große Universitätsereignis“. Am 15. November hielt er dort seine Antrittsvorlesung und las im Wintersemester „Philosophie der Offenbarung“. Unter den Hörern befanden sich neben hohen Staatsbeamten, Militärs und Universitätsprofessoren auch Michail Alexandrowitsch Bakunin, Søren Kierkegaard, Friedrich Engels, Jacob Burckhardt, Savigny, Steffens, Trendelenburg, Leopold von Ranke, Alexander von Humboldt und weitere einflussreiche Intellektuelle des 19. Jahrhunderts. Aus unterschiedlichen Gründen waren die Rechts- wie Linkshegelianer gleichermaßen auf seine Vorlesungen gespannt. Doch schon bald machte sich Enttäuschung breit, und das Interesse an Schellings Vorlesungen ließ nach. So schrieb Kierkegaard, der sich zunächst über Schellings Rede zur „Wirklichkeit“ freute, enttäuscht: „Ich bin zu alt, um Vorlesungen zu hören, ebenso wie Schelling zu alt ist, um sie zu halten.“
Die Nachschrift einiger Vorlesungen zur Philosophie der Offenbarung wurde ohne Schellings Zustimmung, verbunden mit heftiger Kritik von seinem Feind Heinrich Eberhard Gottlob Paulus, der in Würzburg im selben Gebäude wie Schelling wohnte, veröffentlicht. Bemerkenswerterweise ist die Paulus-Nachschrift eine heute noch gängige und oftmals verwendete Ausgabe von Schellings Philosophie der Offenbarung. Schelling zog sich daraufhin von der Lehrtätigkeit zurück, blieb aber und arbeitete weiterhin in Berlin, wo ihm am 31. Mai 1842 der Orden Pour le Mérite für Wissenschaft und Künste verliehen wurde.

### Tod

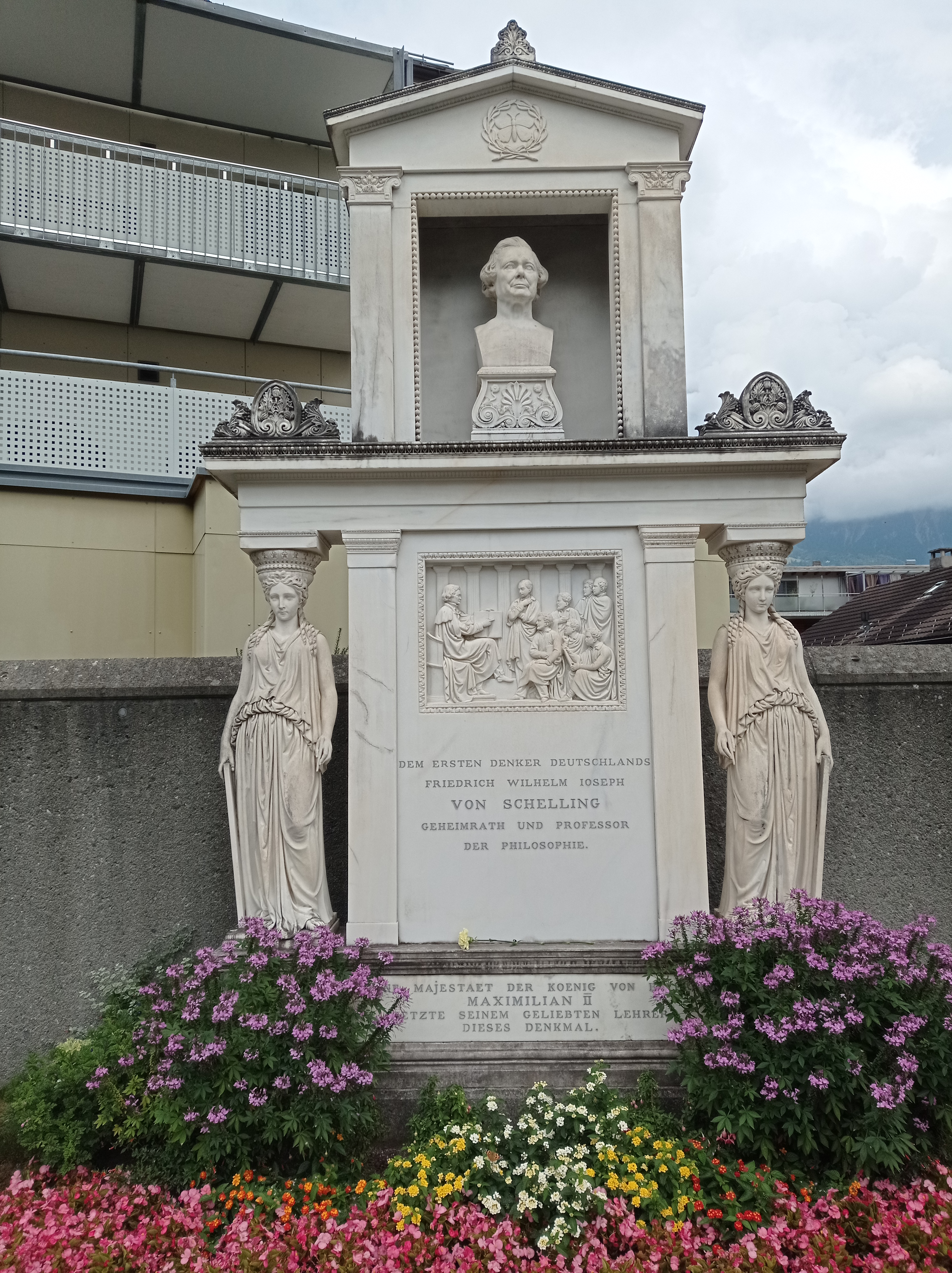
Grabmal des Philosophen Schelling

Den Sommer 1854 verbrachte Schelling zur Kur in Bad Ragaz in der Schweiz. Dort starb er am 20. August 1854.
In Bad Ragaz steht auch sein Grabmal (1855) von Georg Friedrich Ziebland. Die Inschrift unter einem Basrelief, das Schelling inmitten seiner Schüler zeigt, lautet: „Dem ersten Denker Deutschlands“. Maximilian II. von Bayern „setzte seinem geliebten Lehrer dieses Denkmal“.

## Familie

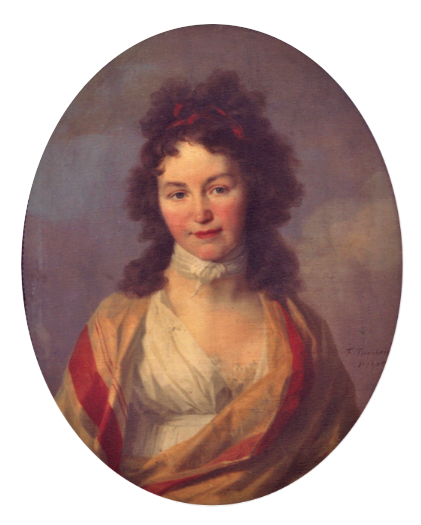
Caroline Schlegel (1798)

Friedrich Schelling hatte einen jüngeren Bruder Karl Eberhard (1783–1854), der Medizin studierte, ab 1806 Arzt sowie Obermedizinalrat in Stuttgart wurde und versuchte, die naturphilosophischen Konzepte seines Bruders auf die Heilkunde und die Theorie vom Leben zu übertragen.
Nach seiner Berufung nach Jena 1798 verkehrte Schelling ständig im Haus von August Wilhelm Schlegel und dessen Ehefrau Caroline Schlegel. Caroline Schlegel (1763–1809) war eine ungewöhnliche und emanzipierte Frau, die dem damaligen Frauenbild nicht entsprach. Sie war die Tochter des Orientalisten Johann David Michaelis, des ehemaligen Lehrers von Schellings Vater. Caroline Schlegel war Schriftstellerin, galt als Muse der Frühromantik und ihr Haus war zugleich Treffpunkt der frühromantischen Bewegung. Zwischen Schelling und der zwölf Jahre älteren Caroline entwickelte sich eine große Liebe, was dazu führte, dass Caroline sich mit Unterstützung Goethes 1803 von August Wilhelm Schlegel scheiden ließ und am 26. Juni des gleichen Jahres in Murrhardt (Württemberg) Schelling heiratete. Schellings Vater zelebrierte die Trauung.
Für Friedrich Schelling war Caroline Schelling zugleich Muse, Ehefrau, Helferin und Gesprächspartnerin. Als sie am 7. September 1809 an Typhus starb, verfiel er in tiefe Trauer. Auf dem Obelisk ihres Grabmals ließ er auf der rechten Seite die Worte anbringen: „Gott hat sie mir gegeben, der Tod kann sie mir nicht rauben“. Die Trauer schlug sich philosophisch in der dialogischen Schrift Clara. Oder Über den Zusammenhang der Natur- mit der Geisterwelt (1810) nieder, mit der Schelling seine meditatio mortis und Trostschrift der Philosophie verfasste.
Nach dem Tod Carolines begann die Tochter ihrer besten Freundin, Pauline Gotter (1786–1854), einen Briefwechsel mit dem vereinsamten Schelling. Hierdurch kamen sich die beiden näher und am 11. Juni 1812 heirateten Schelling und Pauline Gotter in Gotha. Der Ehe entstammten sechs Kinder: Paul Heinrich Joseph (1813–1889), der Jura studierte und später Professor in Erlangen war, Karl Friedrich August (1815–1863), der Theologie studierte, Vikar wurde und der Herausgeber der Sämtlichen Werke seines Vaters war, Clara (1818–1857), die den Historiker Georg Waitz heiratete, Julie Friederike Wilhelmine (1821–1885), die den preußischen Regierungsbeamten Hermann von Eichhorn d. Ä. heiratete, und Ludwig Hermann (1824–1908), der später preußischer Staatsminister wurde.
Pauline Schelling starb 1854 im Hause Siebleber Straße 8 in Gotha.

## Philosophisches Werk

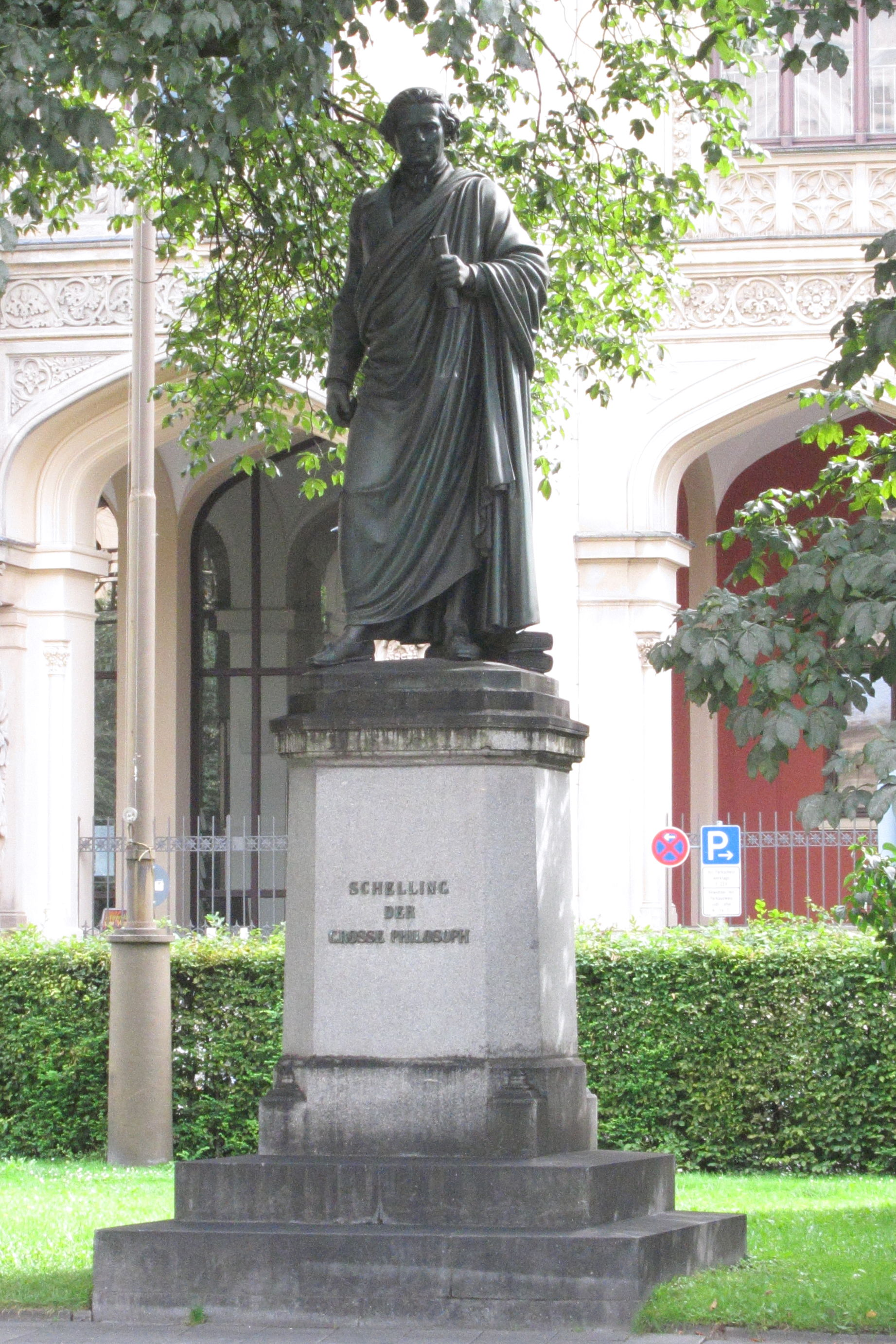
Bronzestandbild von Schelling (1861 von Friedrich Brugger) an der Maximilianstraße in München

Schellings Werk weist eine große thematische Bandbreite auf. Es umfasst Schriften über Erkenntnistheorie, Metaphysik, Natur- und Kunstphilosophie, Rechts- und Religionsphilosophie.

### Vorschläge zur Periodisierung
Die Periodisierung von Schellings Werk ist umstritten. Klassisch geworden sind die Einteilungen von Walter Schulz und Horst Fuhrmans in vier Perioden und die von Nicolai Hartmann in fünf Perioden. Die nachfolgenden Abschnitte des Kapitels orientieren sich jedoch an der von Christian Iber vorgeschlagenen Einteilung in sieben Perioden.
Schulz unterscheidet
(1) die unter dem Einfluss von Fichte stehende Frühphilosophie, die ihm als Vorbereitung für
(2) das Identitätssystem gilt, die darauf folgende
(3) theosophisch geprägte Phase und
(4) das System der Spätphilosophie, welches aus der negativen und der positiven Philosophie besteht.
Horst Fuhrmans teilt Schellings Werk wie folgt ein:
- die Philosophie vor 1800,
- die Identitätsphilosophie (1800–1806),
- die mittlere Philosophie (1806–1827) als wichtigste Phase und
- die Spätphilosophie (ab 1827).[24]

Nicolai Hartmann unterscheidet fünf Perioden:
- die Naturphilosophie (bis 1799),
- den transzendentalen Idealismus (um 1800),
- die Identitätsphilosophie (1801–1804),
- die Freiheitsphilosophie (um 1809) und
- die Religionsphilosophie und Mythologie des späten Schelling (etwa von 1815 an).[25]

Christian Iber unterscheidet in seiner entwicklungsgeschichtlich argumentierenden Schelling-Monographie sieben Perioden:
- Schellings Frühschriften (1794–1795/96),
- die Schriften zur Natur- und Transzendentalphilosophie (1796–1799),
- das System des transzendentalen Idealismus (1800),
- Identitätsphilosophie (1801–1809),
- Freiheits- und Weltalterphilosophie (1809–1820),
- Erlanger Vorlesung (1821/22) und
- Spätphilosophie (1822 ff).[26]

Die grundsätzlichen Fragestellungen, die Schelling über all diese Perioden begleiteten, waren dabei nach Iber, wie das Absolute als etwas der Vernunft jenseitiges mittels der Vernunft begründet und eine vernünftige Explikation des Absoluten stattfinden kann, ohne dass dieses wieder der Vernunftimmanenz preisgegeben wird.

### Frühschriften
Den unhintergehbaren Ausgangspunkt von Schellings Frühphilosophie bildet die kritische Philosophie Kants, insbesondere die Kritik der reinen Vernunft. Diese habe zwar die methodische Struktur der Philosophie (die „Form aller Philosophie“) zu begründen versucht, aber kein Prinzip geliefert, durch das die grundlegende Bewusstseinsstruktur des menschlichen Wissens (die „Urform“) und aus dieser der Zusammenhang mit allen „untergeordneten Formen“, den Kategorien, hergeleitet werden könnte. Die Frühphilosophie Schellings versucht dieses Problem in unterschiedlichen Ansätzen zu lösen, die nach Christian Iber in eine prinzipientheoretische, eine ontologische und eine praktisch-ästhetische Phase eingeteilt werden können.

#### Prinzipienreflexion
In seiner ersten philosophischen Abhandlung von 1794, Über die Möglichkeit einer Form der Philosophie überhaupt (Formschrift), geht es Schelling um eine prinzipientheoretische Letztbegründung der Philosophie, die dadurch zur Wissenschaft werden soll. Die Letztbegründung ist dabei nicht Selbstzweck, sondern verfolgt das Ziel, über den Begriff des Unbedingten die „Einheit des Wissens, des Glaubens und des Wollens – das letzte Erbe der Menschheit“ (SW I, 112) herzustellen.
Wie Fichte geht Schelling davon aus, dass Wissenschaft nur durch einen „Grundsatz“ möglich ist (SW I, 90) und dass dieser Satz „nur Einer“ (SW I, 91) sein könne. Nur von einem obersten Grundsatz ausgehend lässt sich für Schelling das gesamte Wissen systematisch argumentativ erschließen. Der oberste Grundsatz soll dabei den Einheits- und Systemcharakter der Vernunft und als Bedingung von bedingten Sätzen die Einheit der Wissenschaft überhaupt garantieren.
Schelling betont, dass der oberste Grundsatz der Philosophie an sich selbst „schlechthin-unbedingt“ (SW I, 91) sein muss, da er aus keinem höheren Satz deduzierbar sein darf, soll ein infiniter Regress vermieden werden. Durch „bloße Entwicklung des Begriffs eines obersten Grundsatzes“ (SW I, 94) ergibt sich, dass der oberste Grundsatz unbedingt sein muss. Aus dem Begriff der Unbedingtheit des Grundsatzes folgt, dass auch sein Inhalt und seine Form unbedingt sein müssen, was wiederum nur zutrifft, wenn sie sich gegenseitig begründen.
Die inhaltliche Bestimmung des obersten Grundsatzes ergibt sich aus der weiteren Analyse des Unbedingtseins. Ein schlechthin
unbedingter Satz muss auch einen unbedingten Inhalt haben, der durch nichts außer ihm bestimmt, sondern „schlechthin gesetzt“ ist, „sich selbst (durch absolute Causalität) setzt“ (SW I, 96). Das sich selbst Setzende ist nichts anderes als das Ich. Der oberste Grundsatz lautet also: „Ich ist Ich“ (SW I, 97), dessen Inhalt, das Ich, und dessen (innere) Form, die absolute Kausalität des Sichselbstsetzens bzw. die Kopula „ist“ einander wechselseitig begründen.

#### Ontologisierung der Transzendentalphilosophie
Im Zentrum der 1795 veröffentlichten Schrift Vom Ich als Princip der Philosophie oder über das Unbedingte im menschlichen Wissen (Ichschrift) von 1795 steht der Gedanke des Unbedingten, den Schelling ontologisch zu explizieren versucht. Er nähert sich diesem mit der Methode der Begriffsanalyse, indem er untersucht, welche Bedingungen erfüllt sein müssen, um sinnvoll von einem Unbedingten reden zu können.
Schelling wendet sich in der Analyse des Unbedingten sowohl gegen den mit Spinoza verknüpften „Dogmatismus“ als auch gegen den „Kritizismus“ Kants, Reinholds und Fichtes. Entgegen der Auffassung des Dogmatismus könne das Unbedingte nicht ohne inneren Widerspruch als Objekt gedacht werden, da ein Objekt notwendig als bedingt aufgefasst werden muss (SW I, 166). Das Unbedingte könne daher niemals Gegenstand eines diskursiven Wissens werden, sondern liege allem Vernunftdiskurs immer schon voraus. Gegen den Kritizismus stellt Schelling fest, dass das Unbedingte andererseits auch nicht als Subjekt verstanden werden kann, da ein Subjekt zwar nicht notwendig als bedingt, aber doch immer als bedingbar gedacht werden muss. Das Unbedingte könne daher nur als das verstanden werden, was jede Subjekt-Objekt-Relation überhaupt transzendiert; Schelling verwendet dafür auch den Begriff „absolutes Ich“ (SW I, 167) oder einfach „das Absolute“.
Das absolute Ich liegt für Schelling „außer aller Sphäre objektiver Beweisbarkeit“ (SW I, 167). Sein Wesen besteht in der absoluten Kausalität seiner Selbstsetzung, die primär Seinssetzung ist. Es kommt daher im „Ich bin“, nicht im „Ich denke“ zum Ausdruck. Das Unbedingte als absolutes Ich liegt allem Vernunftdiskurs voraus.
Das absolute Ich hat als unmittelbare Selbstbeziehung die Form der absoluten Identität. Dadurch bekommen für Schelling die endlichen Dinge ihren „Bestand“ und ihre „Unwandelbarkeit“ (SW I, 178). Aus der Begriffsanalyse der Unbedingtheit des Ich ergibt sich in einem weiteren Schritt der Begriff der absoluten Freiheit. Diese kommt nur dem absoluten, das heißt „alles Nicht-Ich ausschließenden Ich“ zu (SW I, 179). Der Freiheit des absoluten Ich steht die Unfreiheit des empirischen Ich gegenüber.
Das absolute Ich schließt alles Bewusstsein aus, weil es selbst Bedingung alles Bewusstseins ist. Es ist daher weder durch Begriffe fassbar, noch demonstrierbar. Sein Sein ist unmittelbare, reine Selbstbeziehung und erschließt sich nur einer intellektuellen Anschauung. Diese unterscheidet sich einerseits wegen ihrer nicht räumlich-zeitlichen Struktur von der sinnlichen Anschauung, andererseits vom Begriff, der sich nur mittelbar auf das von ihm Begriffene bezieht (SW I, 181).

#### Praktisch-ästhetischer Ansatz
In den Briefen geht Schelling von der Einsicht aus, dass die in der Ichschrift versuchte Herleitung des Systems der Philosophie aus dem Absoluten in einer Paradoxie endet: Das Absolute kann philosophisch nicht thematisiert werden, ohne dass es zugleich zum Objekt gemacht wird und so als absolutes Prinzip verloren geht. Schelling zieht daraus die Konsequenz, dass das Absolute nicht theoretisch erfassbar ist, sondern nur am Ende eines praktischen Prozesses erreicht werden kann. Diese Praxis kann nur in der Kunst adäquat vollzogen werden. Da die Philosophie die endliche Welt nur im Horizont eines Absoluten zu deuten vermag, kann auch die endliche Welt nur am Ende einer ästhetischen Praxis adäquat begriffen werden.
Hauptsächlicher Gegenstand der Briefe ist wieder die Kontroverse der beiden philosophischen Systeme Dogmatismus und Kritizismus, mit ihren Vertretern Spinoza bzw. Hölderlin und Kant bzw. dem orthodoxen Kantianismus. Über die Definition des Absoluten besteht für Schelling Einigkeit zwischen diesen philosophischen Positionen, da im Gebiet des Absoluten selbst „keine anderen als bloß analytische Sätze“ gelten und daher „über das Absolute selbst als solches kein Streit möglich ist“ (SW I, 308). Die Kontroverse bricht erst mit dem Übergang vom Absoluten zur endlichen Welt auf. Die entscheidende Frage lautet, „wie das Absolute aus sich selbst herausgehen und eine Welt sich entgegensetzen könne“ (SW I, 310).
Jede Antwort der theoretischen Philosophie, das Endliche aus dem Unendlichen abzuleiten, ist zirkulär, denn sie setzt immer schon „das Daseyn einer Erfahrungswelt selbst schon voraus“ (SW I, 310). Mit der Frage nach der Ableitung des Endlichen aus dem Absoluten ist die Trennung von Subjekt und Objekt immer schon gegeben, der das Absolute unerreichbar voraus liegt. Weil das Wissen an die Unterscheidung von Subjekt und Objekt gebunden ist, kann es nicht hinter sie in eine „unvordenkliche Einheit“ zurückgehen. Um die Frage nach dem Dasein der Welt beantworten zu können, müssten wir das Gebiet der Erfahrung verlassen haben, womit aber „die Frage selbst wegfallen“ würde (SW I, 310). Folglich führt diese Frage, die Schelling auch als „das Problem aller Philosophie“ bezeichnet, notwendig „auf eine Forderung, die nur außerhalb aller Erfahrung erfüllbar“ (SW I, 311), also durch keine theoretische Erkenntnis, sondern nur durch eine ästhetische Praxis einlösbar ist.
Die entscheidenden ästhetischen Begriffe in den Briefen sind das Erhabene und das Schöne. Das Erhabene wird durch die Fähigkeit des Subjekts zum „Kampf gegen das Unermeßliche“ (SW I, 284) repräsentiert, während sich das Schöne durch den Untergang, die „stille Hingabe meiner selbst ans absolute Objekt“ (SW I, 284) zeigt. Beide Elemente verbinden sich vor allem in der Tragödie zu einer vorzüglichen Einheit, wo auf anschauliche Weise die objektive Macht der absoluten Kausalität und die Freiheit des Subjekts miteinander vermittelt werden.

### Schriften zur Natur- und Transzendentalphilosophie
Die zweite Phase der Schelling'schen Philosophie beginnt mit den Abhandlungen (Abhandlungen zur Erläuterung des Idealismus der Wissenschaftslehre) 1796/97 und endet mit der Schrift Über den wahren Begriff der Naturphilosophie und die richtige Art ihre Probleme aufzulösen (1801). Im Kern geht es Schelling darin um einen philosophischen Neuansatz seiner Philosophie des Absoluten.
Den Ausgangspunkt bildet das seiner selbst bewusste Ich, das von Schelling als transzendentale Voraussetzung des Absoluten begriffen, aber nicht mehr mit dem Absoluten gleichgesetzt wird, wie dies noch in den Frühschriften der Fall war. Das Absolute als solches ist für Schelling „Geist“. Wie das Selbstbewusstsein weist es eine Subjekt-Objekt-Struktur auf, die sich im Akt der intellektuellen Anschauung erkennen lässt. Der Geist begründet durch den Prozess seiner bewusstlosen Selbstanschauung seinen eigenen Entwicklungsprozess, in dem er seiner selbst bewusst und damit endlich wird. Im Laufe seiner Entwicklungsgeschichte objektiviert sich der Geist in der Natur und erreicht im Akt der Abstraktion der von ihm produzierten Natur das reine Selbstbewusstsein.
Selbstbewusstsein und Absolutes stehen dabei für Schelling in einem zirkulären Verhältnis zueinander. Einerseits setzt das Selbstbewusstsein das Absolute naturgeschichtlich voraus: es ist Resultat von dessen Genese. Andererseits hat das Absolute als Geist im Selbstbewusstsein seine transzendentale Voraussetzung. Entsprechend den beiden Seiten des Zirkels entwickelt Schelling in dieser Phase zwei philosophische Grundtypen: die epistemische Fundierung des Absoluten im Selbstbewusstsein begründet die Transzendentalphilosophie, dessen genetische Herleitung führt zur Naturphilosophie.

#### Transzendentalphilosophie
In den Abhandlungen geht Schelling davon aus, dass die ursprüngliche Erfahrung des Selbstbewusstseins nicht in der Trennung, sondern in der Übereinstimmung von Subjekt und Objekt liegt (SW I, 365). Welt- und Ich-Bewusstsein sind dabei für Schelling – wie schon für Jacobi – gleichermaßen ursprünglich. Während diese Übereinstimmung aber für Jacobi vorreflexiv und daher unbegreiflich und nur dem Glauben zugänglich ist, kommt sie für Schelling im Fürsichsein des Selbstbewusstseins, das sich darin über die unmittelbare Erscheinungswelt erhebt, zum Vorschein (vgl. SW I, 365 f).
Vom Selbstbewusstsein der Subjektivität als dem bewussten Ich ausgehend erschließt sich Schelling in einem zweiten Schritt die Struktur einer ursprünglichen Selbstanschauung als Subjekt-Objekt-Identität, die als Absolutes allem Bewusstsein vorausliegt, und die Schelling im Unterschied zum Ich, dem notwendig ein Nicht-Ich gegenübersteht, „Geist“ nennt (vgl. SW I, 366f.). Mit dem Geistbegriff knüpft Schelling an das Absolute der Frühschriften an, wobei dieses nicht mehr als das identische Sein verstanden wird, das alle Beziehung von sich ausschließt. Vielmehr hat es ebenso eine Subjekt-Objekt-Struktur wie das Selbstbewusstsein und kommt erst als Beziehung auf sich zustande, ist also von reflexiver Struktur. Das Absolute darf dabei nach Schelling nicht als ruhendes Sein, sondern muss als „Handeln“ (SW I, 367) bzw. „ewiges Werden“ (SW I, 367) verstanden werden.
Das Prinzip des Geistes wird zwar von Schelling epistemisch aus dem Prinzip des selbstbewussten Ich gewonnen, von ihm aber als etwas Vorbewusstes betrachtet. Der Geist ist ein ursprünglich Nicht-Objektives; er steht aber unter dem Gesetz der Selbstobjektivierung. Er „wird Objekt nur durch sich selbst, durch sein eigenes Handeln“ (SW I, 367). In der Objektivierung der Handlungsweise des Geistes entstehen Objekte und Vorstellungen von diesen Objekten. Die Selbstobjektivierung des Geistes entfaltet sich in einer unendlichen Reihe von Handlungen, die Schelling als „Geschichte des Selbstbewusstseins“ (SW I, 382) begreift, deren Beginn die Natur und deren Endpunkt das reine Selbstbewusstsein ist.
Das Selbstbewusstsein der Subjektivität, von Schelling auch „reines Selbstbewußtseyn“ (SW I, 382) genannt, ist nicht identisch mit dem Geist; vielmehr liegt dieser jenem als ursprüngliches Selbstbewusstsein voraus. Zu ihm strebt der Geist im Verlauf seiner Naturgenese, um es schließlich im Akt der Abstraktion von der Natur zu erreichen und in ihm zum Bewusstsein seiner selbst zu gelangen.

#### Naturphilosophie
Während in den Frühschriften die Naturphilosophie noch als angewandte theoretische Philosophie konzipiert war und daher einen integrativen Teil der Transzendentalphilosophie darstellte, nimmt Schelling nun eine strikte Unterscheidung von Transzendental- und Naturphilosophie vor. Die Naturphilosophie wird als eigenständige Wissenschaft begründet und der Transzendentalphilosophie gegenübergestellt.
Um der Naturphilosophie ein eigenes epistemisches Fundament zu geben, bildet Schelling in seiner Schrift Über den wahren Begriff der Naturphilosophie (1801) den Begriff einer „intellektuellen Anschauung der Natur“ (IV, 97), der dadurch entstehen soll, dass vom „Anschauenden in der Anschauung abstrahiert wird“ (IV, 87f).

### System des transzendentalen Idealismus
In seinem Transzendentalsystem (System des transcendentalen Idealismus) von 1800 verschiebt Schelling den Akzent seiner Philosophie vom Selbstbewusstsein zum Absoluten, das er als absolute Identität versteht. Er versucht darin, die Aporie seiner zweiten philosophischen Phase zu überwinden, die das Absolute einerseits als das Unbedingte auffasste, von dem ontologisch als erstes auszugehen sei, es epistemisch aber vom Selbstbewusstsein des menschlichen Subjekts ableitete.
Schelling hält es jetzt für „Hauptaufgabe der Philosophie“ (SW III, 342) zu klären, wie es zur Übereinstimmung von Subjekt und Objekt überhaupt kommen kann. Die traditionelle Korrespondenztheorie der Wahrheit ist für ihn nicht in der Lage, diese Klärung zu leisten, da sie von einer Trennung von Subjekt und Objekt ausgeht. Die grundsätzliche Identität beider ist jedoch für Schelling eine Tatsache, da Subjekt und Objekt nicht ohne das jeweils andere bestehen können. Ihre Einheit zeige sich darin, dass das Subjektive und das Objektive sich gegenseitig hervorbringen.
Mit dieser unhintergehbaren Einheit von Subjekt und Objekt will sich Schelling sowohl vom realistischen Dogmatismus als auch vom subjektivistischen Idealismus abgrenzen. Während der realistische Dogmatismus den Grund des Wissens in ein transzendentes Ding an sich legt, verlegt der subjektivistische Idealismus die Subjekt-Objekt-Einheit vollständig ins Subjekt. Schelling dagegen beharrt einerseits darauf, dass die Begrenztheit des Ich durch den Akt des Selbstbewusstseins selbst entsteht, wobei aber „der Akt, wodurch das Ich objektiv begrenzt wird, ein von dem, wodurch es für sich selbst begrenzt wird, verschiedener Akt ist“ (SW III, 408).

#### Subjektives und objektives Selbstbewusstsein
Das subjektive Selbstbewusstsein ist für Schelling durch seine Unmittelbarkeit und Unhintergehbarkeit gekennzeichnet. Aufgrund seiner Unmittelbarkeit kann es als ein „Anschauen“ beschrieben werden, das aber aufgrund seiner Unhintergehbarkeit kein sinnliches, sondern nur „intellektuelle Anschauung“ (SW III, 369) sein kann. Sie hat einen nicht-sinnlichen und gleichzeitig einen produktiven und rezeptiven Charakter (vgl. SW III, 350f).
Die Aufgabe der Philosophie besteht darin, die subjektive intellektuelle Anschauung zum „Erscheinen“ zu bringen, sie objektiv, das heißt intersubjektiv mitteilbar zu machen, wodurch nach Schelling letztendlich das gesamte System des Wissens begründet werden kann. Schelling nennt dies den Weg von der subjektiven zur objektiven Anschauung, das als ein Absolutes gedeutet wird, das nicht mehr durch einen Subjekt-Objekt-Gegensatz, sondern durch reine Identität gekennzeichnet ist.

#### Geschichte des absoluten Selbstbewusstseins

##### Grund seiner Geschichte und die Aufgabe der Philosophie
Im Transzendentalsystem von 1800 führt Schelling Natur und Geschichte auf das „innere Princip der geistigen Thätigkeit“ (III, 378) des absoluten Selbstbewusstseins zurück. Da aus ihm das Objektive entstehen soll, muss es das Gesetz der Objektivierung in sich selbst tragen (vgl. SW III, 374), obwohl es selbst etwas Nichtobjektives ist. Um sich ihrer selbst als eines Wirklichen bewusst zu werden, muss sich die unendliche („reelle“, SW III, 386) Tätigkeit des Selbstbewusstseins eine andere beschränkende Tätigkeit entgegensetzen. Diese begrenzt die unendliche Tätigkeit, wodurch das Selbstbewusstsein auf sich selbst zurückgestoßen wird. Schelling nennt diese zweite Tätigkeit auch die „ideelle“ (SW III, 386), weil sie dem Selbstbewusstsein zum Bewusstsein verhilft. Die unendliche („reelle“) Tätigkeit ist unbewusst, sie wird bewusst nur durch die ideelle, begrenzende Tätigkeit.
Die Aufgabe der Philosophie besteht darin, die Begrenztheit des faktisch vorfindbaren Ich als Selbstbeschränkung aus der unendlichen Tätigkeit nachzuweisen. Die sukzessive Selbstaneignung der Beschränkung nennt Schelling „Epochen“ auf dem Wege der Selbstobjektivierung des Geistes. Die Einheit der beiden entgegengesetzten Tätigkeiten bewusst zu machen, ist Ziel der Philosophie. Die Entwicklung geht von einer unbewussten Einheit von objektiv-reeller und subjektiv-ideeller Tätigkeit zu einer bewussten fort. Dabei soll die Philosophie dem anfangs anonymen absoluten Selbstbewusstsein zu einer immer gründlicheren Selbsterkenntnis verhelfen. Diese Idee einer Geschichte des Selbstbewusstseins wurde später von Hegel in seiner Phänomenologie des Geistes (1807) wieder aufgegriffen.

##### Epochen seiner Geschichte
Die erste Epoche des Selbstbewusstseins wird durch die beiden Stufen – Schelling nennt sie auch Potenzen – Empfindung und Materie repräsentiert. In der unmittelbaren, rein rezeptiven Empfindung besteht eine unmittelbare Einheit von Subjekt und Objekt, in der sich das Selbstbewusstsein noch nicht als Empfindendes weiß. Die „Anschauung“ der Empfindung durch das Ich führt zur zweiten Stufe. Das Ich unterscheidet in seiner Anschauung zwei Momente: das „Ding an sich“ (SW III, 417), das die Empfindung auslöst und von Schelling als begrenzende ideelle Tätigkeit bezeichnet wird, und das „Ich an sich“ (SW III, 423), von Schelling auch begrenzte oder reelle Tätigkeit genannt. Die beiden in der Anschauung getrennten Momente werden durch die Anschauung zweiter Potenz zu einem Produkt synthetisiert, das zwischen dem Ich an sich und dem Ding an sich in der Mitte „schwebt“. Dieses Anschauungsprodukt ist die „Materie“ als Synthesis von reeller und ideeller Tätigkeit (vgl. III, 440ff).
Schelling entwickelt als zweite Epoche die Formen der sinnlichen Anschauung, Raum und Zeit, und die Kategorien Kausalität, Wechselwirkung und Organismus, wobei er sich an der Deduktion der Kantischen Erkenntnisstrukturen in Fichtes Wissenschaftslehre orientiert. Als dritte Epoche leitet er die Entwicklung von der Verstandesreflexion bis zum Willen ab. Der Grundgedanke der dritten Epoche ist dabei, dass sich das Ich seiner nur dann als produzierend bewusst werden kann, wenn es sich von der ganzen Sphäre der Produktion der Natur losreißt, um in der Sphäre der Reflexion zum Bewusstsein seiner selbst zu gelangen.

### Identitätsphilosophie
Zu den grundlegenden Schriften von Schellings Identitätsphilosophie gehören die Darstellung meines Systems der Philosophie (1801), Bruno oder über das göttliche und natürliche Prinzip der Dinge (1802), Philosophie und Religion (1804) sowie die aus dem Nachlass veröffentlichte Schrift System der gesamten Philosophie und der Naturphilosophie (1804), die als die ausgereifteste Darstellung der Identitätsphilosophie gilt. Die Zeit der Identitätsphilosophie wird häufig als der Höhepunkt der philosophischen Entwicklung Schellings betrachtet. Sie wird beeinflusst von der Philosophie Hegels und bedeutet den endgültigen Bruch mit Fichtes Philosophie des Selbstbewusstseins.
Das Identitätssystem gliedert sich in drei Teile: Dem allgemeinen Grundlegungsteil einer Metaphysik des Absoluten folgt die Entwicklung der anorganischen Natur und des Organischen in der Naturphilosophie sowie die Entwicklung des Selbstbewusstseins in der Transzendentalphilosophie. Zentral ist die Philosophie des Absoluten, das als die absolute Identität von Subjektivität und Objektivität aufgefasst wird und in der intellektuellen Anschauung, verstanden als „absolute Erkenntnis“, erkannt wird.
Die Darstellung des Absoluten erfolgt nicht mehr durch die Kunst, sondern durch das spekulative Denken. Die intellektuelle Anschauung des Selbstbewusstseins wird abgelöst von der intellektuellen Anschauung des Absoluten; das Absolute ist nicht mehr das, was mit der Abstraktion von der Subjektivität zusammenfällt, sondern vielmehr deren Basis.

### Freiheits- und Weltalterphilosophie
Ausgangspunkt der Freiheits- und Weltalterphilosophie ist das offene Problem der Identitätsphilosophie, wie die Welt aus dem Absoluten abgeleitet werden soll. Zuerst greift Schelling in der Freiheitsschrift (Philosophische Untersuchungen über das Wesen der menschlichen Freiheit, 1809) die Frage der menschlichen Freiheit und das Problem der Vereinbarkeit des Bösen mit dem göttlichen Vernunftsystem auf. In der Philosophie der Weltalter, die in mehreren fragmentarischen Entwürfen ab 1811 entsteht, kommen neue Überlegungen zu Wesen und Aufgabenbestimmung der Metaphysik dazu, in denen die Vernunft als das Prinzip der Philosophie ihre Gültigkeit verliert. Schelling sieht in der Vernunft mehr und mehr einen irrationalen, inkonsistenten und wahnhaften Grund. In den Vordergrund tritt nun der Begriff der Ekstase, der in der Erlanger Vorlesung (1821) schließlich den Vernunftbegriff vollständig ablöst.

### Erlanger Vorlesung
Ausgangspunkt der Erlanger Vorlesung (1821) ist die Frage nach der Erkennbarkeit des Absoluten. Für Schelling sind die verschiedenen philosophischen Systemkonzeptionen der Neuzeit durch widersprüchliche Paradigmen (Realismus/Materialismus, Subjekt/Objekt) geprägt. Der Grund ihrer Widersprüchlichkeit liegt in der widersprüchlichen Struktur des menschlichen Wissens. Der Widerstreit der philosophischen Systeme lässt sich mit den Mitteln der Vernunft nicht schlichten. Die Aufgabe der Philosophie ist es daher, ein über die Dialektik hinausgehendes Prinzip der Philosophie zu finden, das ein „Zusammenbestehen“ der unterschiedlichen Formen des Wissen ermöglicht. Dieses Prinzip der Philosophie lässt sich zunächst nur negativ bestimmen als das sich aller Bestimmung Entziehende, das Schelling das „absolute Subjekt“ bzw. einfach „das Absolute“ nennt. Das Absolute ist weder Gott noch nicht Gott, weder ein Seiendes noch ein nicht Seiendes. Positiv gewendet ist das absolute Subjekt die absolute Freiheit. Sie ist substanzlos und durch keine Bestimmungen festgelegt. Dieses Nichtfestgelegtsein bringt Schelling mit der Wendung zum Ausdruck, das Absolute sei nichts und „auch nichts nicht, d. h. es ist alles“.

### Spätphilosophie
Die Spätphilosophie Schelling ist durch die Letztbegründungsabsicht der Philosophie bestimmt. Schelling will einen letzten Grund für das Denken ausmachen, der die Letztbegründung für die Vernunft leisten soll. Dieser letzte Grund wird als Gott des Christentums bestimmt, der eine „philosophische Religion“ begründet, die letztes Ziel der Philosophiegeschichte ist. Diese doppelte Bestimmung im Letztbegründungsprogramm der Spätphilosophie findet ihren Ausdruck in Schellings Unterscheidung von negativer und positiver Philosophie. Die negative Philosophie behandelt dabei die Frage, welche Reflexion das Denken anstellen muss, um seine Begründungsinstanz zu erreichen. Die positive Philosophie geht davon aus, dass diese Begründungsinstanz Gott ist und untersucht die Frage, wie Gott gedacht werden muss, um „unvordenkliches“ Prinzip zu sein.
Letztbegründung der Vernunft bedeutet für Schelling keine reflexive Selbstbegründung, sondern die Begründung des Denkens auf eine letzte Instanz zu verweisen, die gerade nicht Denken ist, nämlich Gott. Schellings Spätphilosophie kann daher geradezu als Kritik der Selbstbegründung der autonomen Vernunft verstanden werden, die in letzter Konsequenz auf eine „Aufhebung des Idealismus“ abzielt, die mit der Wende von einer idealistischen zu einer realistischen Philosophie Mitte des 19. Jahrhunderts dann auch tatsächlich einsetzt.

## Themen der Philosophie Schellings

### Die Natur
Schelling befasste sich zeitlebens mit naturphilosophischen Fragen. Er entwickelte eine Vielzahl naturphilosophischer Entwürfe,
die allesamt fragmentarisch blieben. Schellings naturphilosophisches Werk stand dabei immer in einer Spannung zu seinen transzendentalphilosophischen Ansätzen. Stand dabei anfangs noch der transzendentalphilosophische Ansatz im Vordergrund, erlangte die Naturphilosophie in den späteren Phasen von Schellings Werk eine zunehmend größere Bedeutung.
In Opposition zur in seiner Zeit vorherrschenden klassisch newtonischen Mechanik beschreibt Schelling die Natur mit der Metapher eines Organismus. Damit verbunden tritt an die Stelle der traditionellen Substanzmetaphysik eine dynamische Theorie der Natur, die von ihm als in sich belebt und sich selbst verändernd vorgestellt wird. Grundlage ihrer stetigen Bewegung ist die als unendlich gedachte Produktivität der Natur. Sie verfestigt und verendlicht sich nach Vorstellung Schellings in ihren endlichen Produkten. Diese stellen nur immer einen vorläufigen und instabilen Gleichgewichtszustand der unterschiedlichen Naturkräfte dar, der jederzeit aufgehoben werden und in neue Gestaltungen eingehen kann.
Der Prozess der Natur besteht dabei für Schelling in einer Höherentwicklung von einfachen, unkomplizierten zu immer komplizierteren
und komplexeren Formen. Schellings Entwicklungs-Grundschema ist das der Trias, die er mit unterschiedlichen Begriffen umschreibt (Materie, Leben (Organizität), Geist (Bewusstsein); Mechanismus, Chemismus und Organizität etc.).
Schelling bezeichnet die Natur mit der von Spinoza stammenden „Causa sui“-Metapher. Sie ist Grund und Folge ihrer selbst, Produktion wie Produkt, Subjekt wie Objekt. Die Entwicklung der Natur ist letztlich der Prozess der Selbstwerdung Gottes, der vom Unvollkommeneren, der bewusstlosen Natur, zum Vollkommeneren, dem selbstbewussten Geist, voranschreitet.

### Der Mythos
Schelling lernte das Problem des Mythos durch seine theologischen Exegese-Arbeiten kennen. Er thematisiert es erstmals in seiner Dissertation De malorum origine (1792) und dem daran anschließenden Aufsatz Ueber Mythen, historische Sagen und Philosopheme der ältesten Welt (1793).
Für den jungen Schelling ist die Form des Mythos eine Bewusstseinsform. In ihr sind Einbildungskraft und Sinnlichkeit vorherrschend. Der Mangel des Mythos besteht in seiner fehlenden Distanz. Er berichtet nicht nur von den Taten der Vorzeit, sondern vergegenwärtigt sie in spontaner und sinnlicher Form. Schelling unterscheidet zwei Typen von Mythen: historische und philosophische (Philosopheme). Der Zweck der historischen Mythen ist die Geschichte, der philosophischen die „Darstellung einer Wahrheit“. Schelling betont aber, dass beide Formen nur schwer zu trennen sind: In historischen Mythen werden die Taten der Vergangenheit in der Absicht ethischer Unterweisung überliefert, während in den Philosophemen die Wahrheit in geschichtlicher oder geschichtsähnlicher Darstellung dargestellt wird.
Der späte Schelling entwickelt seine Auffassung des Mythos in seinen Münchner und Berliner Vorlesungen weiter. Er arbeitet darin als Kennzeichen des Mythos einen polytheistischen Götterglauben heraus, den er in zweierlei Formen einteilt: Im relativen Polytheismus wird „eine größere oder kleinere Anzahl von Göttern […] einem und demselben Gott als ihrem höchsten und herrschenden untergeordnet“. Im „successiven“ und eigentlichen Polytheismus werden „mehrere Götter angenommen […], deren jeder in einer gewissen Zeit der höchste und herrschende ist, und die daher einander nur folgen können.“ Als Beispiel führt Schelling die Götter Uranos, Kronos und Zeus in der griechischen Mythologie an, die sich gegenseitig ausschließen und daher in der Zeit aufeinander folgen.

### Philosophie als Vernunftwissenschaft
In der ersten Periode knüpft er an Fichte an. Hier erscheint Schelling, wie Fichte, von dem Bestreben beherrscht, die Philosophie als eine Vernunftwissenschaft darzustellen. In der zweiten Periode, in welcher er seinen eigenen Worten nach wieder zu Kant zurückgekehrt ist, sieht Schelling dagegen die Philosophie als eine „die bloße Vernunfterkenntnis überschreitende positive Wissenschaft“. Beiden Perioden gemeinsam ist das Bemühen, das Ganze der Wissenschaft aus einem einzigen Prinzip systematisch abzuleiten, jedoch mit dem Unterschied, dass dieses Prinzip in der ersten Periode (Philosophie = Vernunftwissenschaft) als innerhalb der Vernunft selbst gelegenes (immanentes, rationales), dessen Folgen notwendige und daher der bloßen Vernunft erreichbare sind, in der zweiten Periode (Philosophie = positive Wissenschaft) dagegen als jenseits und über der Vernunft gelegenes (transzendentes, übervernünftiges, „unvordenkliches“) angesehen wird, dessen Folgen „freie“ (d. h. vom Wollen oder Nichtwollen abhängige, ebenso gut stattfinden als ausbleiben könnende) und daher nur durch „Erfahrung“ (Geschichte und Offenbarung) erkennbar sind.

### Das schöpferische Ich
In Schellings System der Philosophie (in der ersten Periode) wird das schöpferische Ich im Anschluss an Johann Gottlieb Fichtes ursprüngliche Wissenschaftslehre zum obersten Prinzip gemacht. Nach Beseitigung des Kantschen Dinges an sich in Fichtes Entwurf ist das Ich das einzige Reale, durch dessen innerlich zwiespältige, ruhelos setzende und wieder aufhebende Tätigkeit die Totalität des Wissens als des einzig Realen zustande kommt, daher sein System Idealismus ist. Während jedoch Fichte das Ich als die individuelle Grundlage des persönlichen menschlichen Bewusstseins auffasst, begreift Schelling es als allgemeines oder absolutes, mit einer (in der Naturform) bewusstlos schöpferischen Produktion – die reale Natur – und einer (in der Geistesform) bewusst schöpferischen Produktion – die ideale Geisteswelt. Beide (das Ideale wie das Reale) sind aber als „Seiten“ desselben (absoluten) Ich in ihrer Wurzel identisch. Die Deduktion des gesamten Naturseins (natura naturata) aus dem Absoluten als (unbewusst) schaffendem Realprinzip (natura naturans) ist Gegenstand der Naturphilosophie (1797/99), durch welche Schelling „ein neues Blatt in der Geschichte der Philosophie aufgeschlagen haben“ will. Stellvertretend für Schellings Positionswechsel kann laut Hüttner und Walter ein brieflicher Diskurs (1796/97) mit dem philosophischen Schriftsteller Jacob Hermann Obereit, damals im Hause Fichte lebend, angesehen werden. Hier ist auch die universale Sichtweise zu nennen, die sich z. B. in der Rezeption des Brownianismus niederschlug.

### Menschwerdung als Entwicklung der Natur zum Geist
Die Deduktion des gesamten geistigen Bewusstseinsinhalts, wie er in den drei aufeinanderfolgenden Bereichen der Kunst, Religion und Philosophie (= Wissenschaft) enthalten ist, aus dem Absoluten als schöpferischem Idealprinzip macht die Philosophie des Geistes oder des Systems des transzendentalen Idealismus (1800) aus, durch welches Schelling Fichtes Gewichtung bei der Relation Geist-Natur auf die Natur als Ursache ausdehnt und verlagert. Die durch das Studium Spinozas und Brunos befruchtete Auffassung von der wesenhaften Identität der realen und idealen Sphäre als lediglich zwei verschiedenen Ansichten eines und desselben Absoluten bildet den Inhalt der sogen. Identitätsphilosophie. Schelling entwickelte diese Lehre zuerst in der Zeitschrift für spekulative Physik (1801), dann – vermischt mit der Platonischen Ideenlehre – in dem Gespräch Bruno und in den Vorlesungen über die Methode des akademischen Studiums (1802).
Um die Identität von Subjekt und Objekt zu erklären, ordnet er – ähnlich Spinoza – den Geist vollständig in die Natur ein und fasst ihn als Sich-selbst-bewusst-Werden der Natur auf: Entsprechend ist die Natur „unbewusst“ (= in Naturform) schöpferischer Geist, die Tätigkeiten der lebendigen Urkraft Natur sind also „unbewusste“ Geistestätigkeiten. Wie das Wissen nichts Totes ist, so ist die Natur kein starres Sein, sondern ununterbrochenes Leben. Jedes einzelne Geistes- und Naturprodukt entsteht durch das immer tätige rhythmische Spiel entgegengesetzter – einerseits schrankenlos setzender (positiver, stoffgebender) und andererseits unausgesetzt beschränkender (negativer, formgebender) – Kräfte, die sich ständig zu neuen Stufen weiterentwickeln. Als ursprünglichste Kräfte der Natur wirken das unendliche Expansions- und das unausgesetzt wirksame Kontraktionsstreben, aus deren gegenseitiger Spannung die Materie (als erstes Produkt des Naturprinzips) entspringt. Die erstgenannte Kraft wird von Schelling aufgrund ihrer raumdurchdringenden Eigenschaft als Licht (im übertragenen Sinn und nicht gleichbedeutend mit optischem Licht) benannt und stellt den positiven, stoffgebenden Faktor der Materie dar. Den zweiten, den negativen formgebenden Faktor bezeichnet er seiner verdichtenden Eigenschaft wegen als Schwere (wiederum in umfassenderem Sinn als die irdische Schwerkraft). Beide Kräfte werden mit den analogen Bewusstseinstätigkeiten des (leeren) Schauens und des (bestimmten) Empfindens verglichen, aus deren gegenseitiger Spannung das erste Geistesprodukt, die Anschauung, entsteht. Wie aus der Anschauung alle höheren Produkte des Bewusstseinslebens (Begriff, Urteil, Schluss) durch fortgesetzte Geistestätigkeit – als Potenzierungen – hervorgehen, so geschieht dies entsprechend bei den Potenzierungen der Materie aus dem realen Leben des universalen oder absoluten Ich (Welt-Ich): Durch fortgesetzte Naturtätigkeit entwickeln sich alle höheren Naturprodukte (unorganischer Naturprozess, organisches Naturleben, Bewusstsein). Den Schluss und Abschluss dieses Prozesses bildet das auf der höchsten Naturstufe (im Menschen) erwachende Bewusstsein, in welchem der bisher (wie im somnambulen Schlummer) bewusstlos, aber zweckmäßig tätig gewesene Naturgeist (die Weltseele) sich selbst, das einzige Reale, zum Objekt seines Anschauens (des Idealen) macht. Damit aber beginnt von Seiten des sich (als Mensch im Universum) selbst erschauenden Absoluten ein neuer, dem Naturprozess analoger Geistesprozess: Während beim Ersten sich das Absolute von Stufe zu Stufe bis zum vollkommensten Naturprodukt (zum Menschen) erhebt, entwickelt sich beim Zweiten das im Menschen verkörperte, also selbst zu einem Teil der Natur gewordene (verendlichte) Absolute zum Bewusstsein seiner als des Absoluten (seiner eigenen Unendlichkeit und Freiheit). Ausgehend vom Naturgeist und der Weltseele vertritt Schelling eine panpsychistische Weltanschauung.

### Gott

#### Gott als Prozessende in der negativen Philosophie
Wie der Verlauf des ersten Prozesses die Geschichte der Natur, die Menschwerdung, darstellt, so der des zweiten die Weltgeschichte, die Gottwerdung, an deren Ende, wie Schelling (1802) sich ausdrückt, „Gott sein wird“. Die Phasen dieser Entwicklung (analog den Stufen des Naturprozesses: unorganische, organische, menschliche Stufe) verlaufen so, dass das Absolute anfänglich (objektiv) in der Form der sichtbaren Natur (real; sichtbare Götter; Heidentum) angeschaut, darauf (subjektiv) in der Form des unsichtbaren Geistes (ideal; unsichtbarer Gott; Christentum) gefühlt, schließlich als eins mit dem Erkennenden (als Subjekt-Objekt) gewusst wird. Dadurch sollen zugleich die drei Formen der Offenbarung des Absoluten – Kunst, Religion und Philosophie – und die drei Hauptperioden der Weltgeschichte – Altertum, Mittelalter und Neuzeit (die mit Schellings Philosophie beginnt) – charakterisiert werden.
Diese entschieden pantheistische Gestalt seiner Philosophie ist von Schelling in der zweiten Periode ebenso entschieden verleugnet worden. Während sie ursprünglich seine gesamte Philosophie ausmachen sollte, setzt er sie nun – nicht ohne Gewaltsamkeit – zu einem zwar integrierenden, aber untergeordneten Glied des Gesamtorganismus der Wissenschaft herab: Da man sich Gott, der nach dem Ausspruch des frühen Schelling erst „am Ende sein wird“, zwar als Ende und Resultat unseres Denkens, nicht aber als Resultat eines objektiven Prozesses denken kann, so folgt, dass die bisherige rationale Philosophie (seine inbegriffen) sich in einem Missverstand über sich selbst befindet, indem sie sich den ganzen von ihr nachgewiesenen (Gottwerdungs-)Prozess als einen realen vorgestellt, während er nur ein idealer (im bloßen Denken vor sich gehender) ist. Das Resultat der rein rationalen Philosophie, die er nun als negative bezeichnet, ist daher kein wirkliches, sondern ein bloßes Gedankending (nicht der wirkliche Gott, sondern nur der Gottesgedanke); die wirkliche Welt, wie sie ist, deren Begreifen die Aufgabe der Philosophie ausmacht, kann nicht aus einem bloßen Gedanken, sondern nur aus einem objektiven Prinzip (aus dem wirklichen Gott, nicht aus dem Gottesgedanken) begriffen werden. Damit kehrt Schelling wieder zu dem von Kant in seiner Kritik des ontologischen Beweises für die Existenz Gottes geäußerten Prinzip zurück, dass sich aus dem reinen Gedanken die Existenz nicht „herausklauben“ lasse.

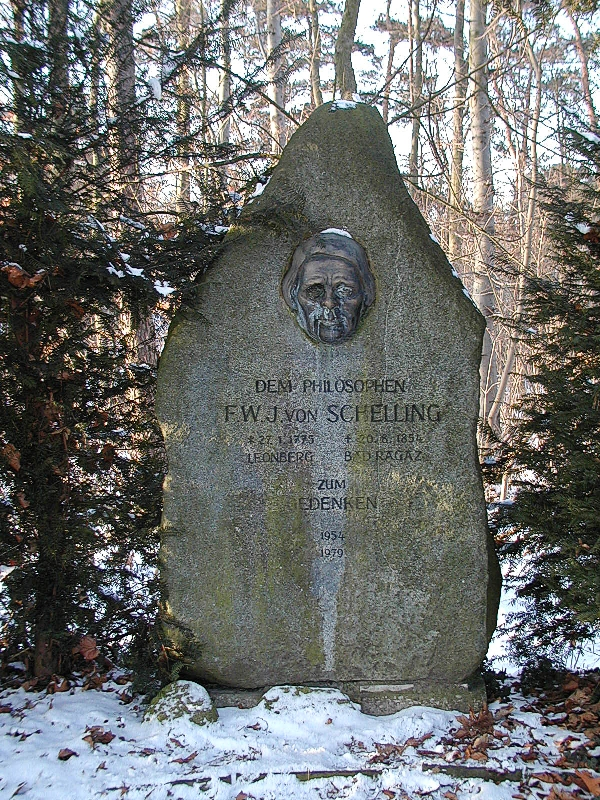
Schelling-Gedenkstein in Leonberg

#### Gott als Prozessanfang in der positiven Philosophie
Während die negative Philosophie Gott erst „am Ende“ als Prinzip folgert, setzt die positive, welcher die Erste nur die Mittel bereitstellt, diesen vor allem Anfang „zum Prinzip“: Gott ist das absolute Prius, dessen Existenz weder bewiesen werden kann noch bewiesen zu werden braucht und welches keine Notwendigkeit hat, d. h. durch nichts gezwungen werden kann, eine Welt hervorzubringen. Die Welt ist daher (von Seiten Gottes) nur als Folge einer freien Tat und als solche (von Seiten der Philosophie) nur als Gegenstand einer nicht rationalen, sondern Erfahrungserkenntnis aufzufassen. Die Aufgabe der positiven Philosophie sieht Schelling darin, „in einem freien Denken in urkundlicher Folge das in der Erfahrung Vorkommende nicht als das Mögliche, wie die negative Philosophie, sondern als das Wirkliche“ aufzuzeigen. Die „Urkunden“ der Offenbarung – als das erfahrungsmäßig Gegebene aus Gott, dem Prius aller Erfahrung – sind ihr als Richtschnur für ihre Ableitungen vorgegeben. Da nun von allen erfahrungsmäßig gegebenen Tatsachen der offenbarungsgläubigen Geschichte keine mit der Existenz eines göttlichen Schöpfers der tatsächlichen Welt mehr im Widerspruch zu stehen scheint als die Existenz des Übels und des Bösen in der Welt, so ist es verständlich, dass der Umschwung in der Philosophie Schellings mit seinen 1809 erschienenen Untersuchungen über das Wesen der menschlichen Freiheit beginnt, zu welchen er nach eigenen Angaben durch die Schriften des christlichen Mystikers und Theosophen Jakob Böhme veranlasst wurde, die auf ihn bedeutenden Einfluss ausübten. In seinen Untersuchungen, die als Versuch einer Theodizee gelesen werden können, versucht Schelling die Frage nach dem Ursprung des Bösen und der Rechtfertigung Gottes angesichts des Übels in der Welt zu beantworten: Als Ursache des Bösen kommt weder Gott in Betracht noch ein zweites Wesen neben Gott. Das Böse geht vielmehr auf eine Tat des Menschen, den Sündenfall, zurück. Bevor Schelling die Lehre des Sündenfalls ausführt, die er in Anlehnung an Kants Lehre vom radikal Bösen entwickelt, erklärt er, wie dem Menschen das Vermögen zum Bösen zukommen kann: Der Mensch ist von Gott dadurch unabhängig, dass er in dem wird, was in Gott nicht Gott selbst ist, d. h. in der Natur in Gott oder im Grund. Im Menschen wirkt dieser Wille als Eigenwille, der dem eigentlichen Willen Gottes, dem Willen der Liebe untergeordnet ist. Dadurch, dass der Mensch seiner Aufgabe nicht genügt, die Schöpfung mit Gott zu vermitteln, und in einer Perversion diese Ordnung der Willen verkehrt, wird das Böse möglich. Die Zurückführung unserer durch Krankheit und Tod gekennzeichneten Welt in die ursprüngliche Einheit mit Gott beginnt im menschlichen Bewusstsein zuerst als außergöttlicher theogonischer, Göttervorstellungen erzeugender Prozess in den Mythologien des Heidentums, in Schellings Darstellung der Philosophie der Mythologie. Nach Überwindung des mythologischen Prozesses durch die aus Gottes freiester Tat entsprungene und durch die im Christentum der Menschheit zuteil gewordene Offenbarung, als vermittelter Wiederbringung des Menschen und der ganzen Schöpfung in Gott, wird der Zweck der Schöpfung erreicht. In Schellings Philosophie der Offenbarung bildet dies den Abschluss und die Krönung des ganzen Systems in der Gewinnung einer – von der sogenannten natürlichen Religion unterschiedlichen – philosophischen, d. h. freien und wahrhaften Geistesreligion.

## Rezeption
Unter anderem wurden durch Schelling Georg Wilhelm Friedrich Hegel, Franz von Baader, Ernst von Lasaulx, Ludwig Schöberlein, Karoline von Günderrode, Ignaz Paul Vitalis Troxler, Henrich Steffens, Joseph Görres, Hanno Bernheim (1824–1862), Lorenz Oken, Johann Baptist von Spix, Karl Joseph Hieronymus Windischmann, Gotthilf Heinrich von Schubert, Søren Kierkegaard, Karl Wilhelm Ferdinand Solger, Victor Cousin, Nishida Kitaro und vor allem auch Martin Heidegger beeinflusst.
In England wirkte er auch auf den Dichter und Literaturkritiker Samuel Taylor Coleridge und den Dichter, Literatur- und Kunstkritiker Sir Herbert Read u. a.
Im Jahr 1954, dem hundertsten Jahrestag seines Todes, wurde eine internationale Konferenz über Schelling abgehalten. Mehrere Philosophen, darunter Karl Jaspers, hielten Vorträge über die Einzigartigkeit und Relevanz seines Denkens, wobei sich das Interesse auf sein späteres Werk über den Ursprung der Existenz verlagerte. Schelling war 1954 Gegenstand der Dissertation von Jürgen Habermas (* 1929). Auch der protestantische Theologe (Dogmatiker) und Religionsphilosoph Paul Johannes Tillich (1886–1965) behandelte Schellings Philosophie in seiner Dissertation. Tillich ist vor allem von Schellings Spätphilosophie beeinflusst.
1955 veröffentlichte Jaspers eine Publikation über Schelling, in der er ihn als Vorläufer der Existentialisten darstellte, und Walter Schulz (1912–2000), einer der Organisatoren der Konferenz von 1954, veröffentlichte „Die Vollendung des Deutschen Idealismus in der Spätphilosophie Schellings“, in der er behauptete, dass Schelling den deutschen Idealismus mit seiner Spätphilosophie, insbesondere mit seinen Berliner Vorlesungen in den 1840er Jahren, vollendet habe. Schulz stellte Schelling als denjenigen dar, der die philosophischen Probleme gelöst habe, die Hegel unvollendet gelassen habe, im Gegensatz zu der zeitgenössischen Vorstellung, dass Schelling von Hegel schon viel früher übertroffen worden sei. Der Theologe Paul Tillich schrieb: „Was ich von Schelling gelernt habe, wurde für meine eigene philosophische und theologische Entwicklung bestimmend“.
In den 1970er Jahren war die Natur für Philosophen im Zusammenhang mit Umweltfragen erneut von Interesse. Schellings Naturphilosophie, insbesondere seine Absicht, ein Programm zu entwerfen, das sowohl die Natur als auch das Geistesleben in einem einzigen System und einer einzigen Methode umfasst, und die Natur als zentrales Thema der Philosophie wiederherzustellen, wurde im zeitgenössischen Kontext neu bewertet. Sein Einfluss und seine Beziehung zur deutschen Kunstszene, insbesondere zur romantischen Literatur und zur bildenden Kunst, ist seit den späten 1960er Jahren von Interesse, von Philipp Otto Runge bis zu Gerhard Richter (* 1932) und dem Aktionskünstler und Kunsttheoretiker Joseph Beuys (1921–1986). Dieses Interesse wurde in den letzten Jahren durch die Arbeiten des Umweltphilosophen Arran Gare wiederbelebt, der eine Tradition der Schellingschen Wissenschaft identifiziert hat, die den Gegensatz zwischen Wissenschaft und Geisteswissenschaften überwindet und die Grundlage für ein Verständnis von ökologischer Wissenschaft und ökologischer Philosophie bietet.
Schelling beeinflusste Gotthard Günther (1900–1984), der eine mehrwertige „Polykontexturale Logik“ mit einem komplexen Systemverbund entwickelte, um selbstreferentielle Lebensprozesse zu modellieren. In seiner Philosophie (Schellings Naturphilosophie thematisierte er in seiner letzten Vorlesung in Hamburg) untersucht er u. a. – in Anlehnung an die Kybernetik – die Rückkoppelungsprozesse zwischen Subjekt und Objekt: „An dieser Stelle soll hervorgehoben werden, dass es eigentlich nicht richtig ist, von zwei Kausalketten zu sprechen – eine entsprungen im unbelebten Objekt und die andere im Lebendigen – und zwar deshalb, weil alle lebendigen Systeme ursprünglich aus eben der Umwelt aufgetaucht sind, von der sie sich dann selbst abgeschirmt haben. In der Tat gibt es nur eine Kausalkette, entsprungen aus und sich ausbreitend durch die Umwelt und zurückreflektiert in diese Umwelt durch das Medium des lebenden Systems.“
Unter den Vertretern der sogenannten positiven Disziplinen außerhalb der Naturwissenschaft im engeren Sinne erfuhren die Mediziner Röschlaub, Adalbert Friedrich Marcus (in dessen Elternhaus Haus Schelling verkehrte), Friedrich Joseph Haass, Carl August von Eschenmayer, unter den Juristen der Rechtsphilosoph Friedrich Julius Stahl und der Romanist Georg Friedrich Puchta Anregungen von ihm. Der Naturphilosoph und Anthropologe Schelling gilt als „Wegbereiter der sogenannten romantischen Medizin“. Auch der erste große Wirtschaftstheoretiker in Deutschland Friedrich List wurde von ihm beeinflusst. Seine ökonomische Theorie der produktiven Kräfte, die sich von der Werttheorie Adam Smiths abgrenzte, erhielt Anregungen durch insbesondere Schellings Naturphilosophie.
In Bezug auf die Psychologie gilt Schelling als derjenige, der den Begriff „Unbewusstheit“ geprägt hat. Der slowenische Philosoph und Forscher Slavoj Žižek (* 1949) hat zwei Bücher geschrieben, in denen er versucht, die Philosophie Schellings, vor allem seine Werke aus der mittleren Periode, darunter Weltalter, mit den Arbeiten des Psychiater und Psychoanalytiker Jacques Lacan (1901–1981) zu verbinden.

## Schwerpunkte der Schellingforschung
Nach dem Tod Schellings blieb sein Werk jahrzehntelang weitgehend unbeachtet, aber durch Heideggers Schelling-Vorlesungen kam es zu einer bis heute andauernden Renaissance der Schellingforschung.
Die Schwerpunkte der aktuellen Schellingforschung bilden die Frage nach der Einheit der Philosophie Schellings, die Stellung seiner Philosophie im Deutschen Idealismus, die Naturphilosophie Schellings und seine Bestimmung des „Absoluten“. Aufgrund der sich ändernden Quellenlage und der erhöhten Aufmerksamkeit, die Schellings Philosophie seit den 1990er Jahren auch in der angelsächsischen philosophischen Forschung erfährt, ist die Diskussion bis heute nicht abgeschlossen.

### Einheit des philosophischen Werks
Die Frage nach der Einheit des vielgestaltigen Werks von Schelling beschäftigte bereits seine Zeitgenossen. Während sie zu Lebzeiten Schellings zumeist bejaht wurde, ging man ab der zweiten Hälfte des 19. Jahrhunderts (z. B. Kuno Fischer und Wilhelm Windelband) von Neuansätzen, Krisen und Brüchen in Schellings Schaffen aus. Als Gründe galten vor allem biographische Schicksalsschläge Schellings sowie seine Beeinflussbarkeit durch andere Philosophen.
Erst in der Mitte des vergangenen Jahrhunderts richtete sich der Blick einiger Schellingforscher (z. B. Walter Schulz) wieder in besonderem Maße auf die Kontinuität in der Philosophie Schellings, obwohl die These von einem Bruch in Schellings Denken (z. B. bei Horst Fuhrmans) und vor allem die Einteilung in eine Früh- und eine Spätphilosophie vorherrschend blieb.
In der jüngeren Schellingforschung fällt die Antwort auf die Frage nach der Einheit der Philosophie Schellings zugunsten der Kontinuitätsthese aus, die vor allem von den Arbeiten Barbara Loers und W.E. Ehrhardts befördert wurde. Barbara Loer unternahm Mitte der 1970er Jahre den Versuch, Schellings Philosophie insgesamt als „Strukturtheorie des Absoluten“ auszulegen. W.E. Ehrhardt hat die Interpretation vorgeschlagen, dass Schellings gesamter philosophischer Entwicklung der zentrale Topos der Freiheit zugrunde liege.

### Stellung innerhalb des Deutschen Idealismus
Die Einschätzung der Stellung Schellings innerhalb des Deutschen Idealismus wurde geraume Zeit von der Interpretation Richard Kroners bestimmt. Dieser sah Schelling nur als Zwischenschritt im Entwicklungsgang des Deutschen Idealismus von Kant zu Hegel. Die späten Werke Schellings hielt er für nichtidealistisch und maß ihnen keine Bedeutung bei.
In der aktuellen Schellingforschung werden beide Thesen Kroners nicht mehr geteilt. So wird gegenwärtig der Naturphilosophie Schellings und seinem Begriff des Absoluten ein hohes Interesse entgegengebracht. Vor allem aber stoßen die späteren Schriften Schellings seit der Mitte des 20. Jahrhunderts auf ein besonderes Interesse und werden als bedeutend für die weitere Entwicklung des Deutschen Idealismus eingestuft. So betrachtet schon Walter Schulz die Spätphilosophie Schellings als „Vollendung“, Michael Theunissen als „Aufhebung“, Thomas Buchheim als „Selbstbescheidung“ des Deutschen Idealismus. Wolfgang Janke sieht die Spätphilosophie Schellings gleichberechtigt neben der Philosophie Hegels und der „ungeschriebenen Lehre“ Fichtes. Für Horst Fuhrmans bedeutet Schellings Spätphilosophie dagegen einen „faktischen“ und zugleich „notwendigen Bruch“, für Gotthard Günther denjenigen Punkt in der Entwicklung des Deutschen Idealismus, „an dem er beginnt sich von innen heraus selbst zu überwinden“. Anstatt Schelling weiterhin in das historiographische Paradigma des Deutschen Idealismus einzuordnen, schlägt Peter Lothar Oesterreich vor, ihn alternativ als Vordenker der Deutschen Romantik zu deuten.

### Naturphilosophie
Während Mitte der 1980er Jahre die naturphilosophischen Schriften des jungen Schelling noch weithin unbekannt waren, erfolgt seitdem eine intensive Beschäftigung mit Schellings Naturphilosophie. Sie wird einerseits für ein verantwortungsvolles Naturverständnis in Anspruch genommen, andererseits in unmittelbaren Zusammenhang mit heutigen naturwissenschaftlichen Theorien gebracht. Aber auch ihr gesellschaftskritisches Potential ist in jüngster Zeit wiederentdeckt worden.
Marie-Luise Heuser-Keßler stellte 1986 einen Bezug zwischen Schellings Naturphilosophie und der modernen Physik der Selbstorganisation her. Sie zeigte, dass Schellings Naturphilosophie bis in die 1980er kaum rezipiert wurde, weil man sie vor dem Hintergrund der überholten mechanistischen Naturauffassung ablehnte, dass sie aber vor dem Hintergrund der Selbstorganisationstheorien neu gelesen werden kann. Es zeigte sich, dass Schelling eine Physik der Selbstorganisation anstrebte, die einen wichtigen heuristischen Beitrag zu den neueren Theorien der Selbstorganisation leistet. Hans-Dieter Mutschler entdeckte in Schellings Naturphilosophie ein „Korrektiv unseres einseitig zweckrationalen und funktionalen Naturverhältnisses“. Rainer E. Zimmermann interpretierte Schellings Naturphilosophie als Vorgriff auf heutige Theorieansätze in der philosophischen Kosmologie.

### Das Absolute
Schellings Versuche einer adäquaten Bestimmung des Absoluten, wie sie vor allem in seiner Identitätsphilosophie und in seinen späteren Schriften zu finden sind, sind zentraler Gegenstand der jüngeren Schellingforschung. Ein wichtiger Streitpunkt besteht dabei in der Frage, inwiefern Schellings Bestimmungen des Absoluten ihrer theologisierenden Sprache entkleidet werden können und müssen.
Birgit Sandkaulen-Bock rekonstruiert Schellings Begriff des Absoluten als Anfang seines philosophischen Systems.
Wolfram Hogrebe interpretiert Schellings Weltalter als „Fundamentalheuristik“, die nicht nur als Beispiel für eine Metaphysik unter sprachanalytischen Vorzeichen dienen könne, sondern ebenso kritisches Potential gegenüber dem aktuellen „semantischen Idealismus“ berge. Markus Gabriel konzentriert sich auf Schellings in der Forschung bisher wenig beachtete „Philosophie der Mythologie“. Das Absolute werde darin von Schelling als das „Andere der Vernunft“ verstanden, das gleichzeitig den Anfang ihrer Entwicklung darstelle.

## Ehrungen
Schelling erhielt zahlreiche Ehrungen, darunter
- Dr. phil. h. c. (Universität Landshut, 1802)
- Ritterkreuz des Verdienstordens der Bayerischen Krone (1808, damit verbunden persönlicher Adel als Ritter von)
- Ehrenmitglied der Societas physico-medica Erlangensis (Erlangen, 1808)
- Mitglied der Bayerischen Akademie der Wissenschaften (1806), der Akademie der vereinigten bildenden Künste (Wien 1812), der Preußischen Akademie der Wissenschaften (ausw. 1832, o. 1842), der Académie des sciences morales et politiques (Paris, korr. 1834) und der Ungarischen Akademie der Wissenschaften (1834)
- Orden der französischen Ehrenlegion (1833)
- Ritterkreuz des Ordens der Württembergischen Krone (1834)
- Ritter des Griechischen Erlöserordens (1835)
- Kommandeurkreuz des bayerischen Verdienst-Ordens vom Hl. Michael (1838) und des Verdienstordens der bayerischen Krone (1845)
- Dr. theol. h. c. (Universität Halle, 1841)
- Orden Pour le Mérite für Wissenschaft und Künste (1842)
- Roter Adlerorden II. Klasse (1844)
- Maximiliansorden für Wissenschaft und Kunst (München, 1853)
- Aufnahme in die Walhalla (1860)

Nach ihm benannt sind
- Internationale Schelling-Gesellschaft (seit 1986)
- Japanische Schelling-Gesellschaft (seit 1989)
- Schelling-Raum im Stadtmuseum Leonberg
- Schelling-Preis der Bayerischen Akademie der Wissenschaften
- Schellingstraße in Stuttgart
- Schellingstraße in München (seit 1857)
- Pflanzengattung Schellingia Steud. aus der Familie der Süßgräser (Poaceae)[88]

## Schriften (Auswahl)
- Über die Möglichkeit einer Form der Philosophie überhaupt (1794)
- Vom Ich als Princip der Philosophie oder über das Unbedingte im menschlichen Wissen (1795; Volltext online [PDF, 440 kB])
- Abhandlung zur Erläuterung des Idealismus der Wissenschaftslehre (1796)
- Ideen zu einer Philosophie der Natur (1797)
- Von der Weltseele (1798)
- Einleitung zu seinem Entwurf eines Systems der Naturphilosophie. Oder über den Begriff der spekulativen Physik und die innere Organisation eines Systems dieser WissenschaftEinleitung zu dem Entwurf eines Systems der NaturPhilosophie (1799)
- System des transzendentalen Idealismus (1800)
- Über den wahren Begriff der Naturphilosophie und die richtige Art ihre Probleme aufzulösen (1801)
- Bruno oder über das natuͤrliche und goͤttliche Princip der Dinge (1802)
- Philosophie der Kunst (Vorlesung; 1802–1803)
- Vorlesungen über die Methode des academischen Studium. (Tübingen 1803, Digitalisat und Volltext im Deutschen Textarchiv; Nachdruck: Meiner, Hamburg 1974)
- System der gesammten Philosophie und der Naturphilosophie insbesondere (Würzburger Vorlesungen; 1804, Nachlass)
- Philosophie der Kunst (1802–1805, Digitalisat und Volltext im Deutschen Textarchiv)
- Philosophische Untersuchungen über das Wesen der menschlichen Freiheit (1809, Volltext online)
- Clara – Über den Zusammenhang der Natur mit der Geisterwelt. Ein Gespräch (Fragment aus dem handschriftlichen Nachlass, wohl zwischen 1809 und 1812)
- Weltalter (1811; spätere Versionen dieser Schrift existieren)
- Darstellung des philosophischen Empirismus (1830, nur aus dem Nachlass bekannt)
- Philosophie der Offenbarung (Vorlesung; 1841–1842)
- Philosophie der Mythologie (Vorlesung; 1842)

Herausgeberschaft
- Zeitschrift für spekulative Physik (1800–1801), darin: Darstellung meines Systems der Philosophie (1801)
- Kritisches Journal der Philosophie (1802–1803; mit Georg Wilhelm Friedrich Hegel)

Ausgaben (in Auswahl)
- Luigi Pareyson: Schellingiana rariora. Turin 1977 (= Philosophica varia inedita vel rariora. Band 4).
- Die Weltalter. Fragmente. In den Urfassungen von 1811 und 1813 herausgegeben von Manfred Schröter. C. H. Beck'sche Verlagshandlung, München 1966. Vierte, unveränderte Auflage 1993, ISBN 3-406-02205-7.
- Historisch-kritische Ausgabe. 40 Bände (I: Werke; II: Nachlass; III: Briefe). Hrsg. im Auftrag der Schelling-Kommission der Bayerischen Akademie der Wissenschaften v. Thomas Buchheim, Christian Danz, Jochem Hennigfeld, Wilhelm G. Jacobs, Jörg Jantzen u. Siegbert Peetz. Frommann-Holzboog, Stuttgart-Bad Cannstatt 1976 ff., ISBN 978-3-7728-0542-4.
- Philosophie der Offenbarung. 1841/42 Hrsg. v. Manfred Frank. Suhrkamp, Frankfurt am Main 1977 (Taschenbuch Wissenschaft 181), ISBN 3-518-27781-2.
- Vorlesungen über die Methode (Lehrart) des akademischen Studiums. Hrsg. v. Walter E. Erhardt. Meiner, Hamburg 1990, ISBN 3-7873-0972-1.
- Das Tagebuch 1848. Philosophie der Mythologie und demokratische Revolution Hrsg. v. Hans Jörg Sandkühler. Meiner, Hamburg 1990, ISBN 3-7873-0722-2.
- Philosophische Entwürfe und Tagebücher. Meiner, Hamburg 1994–[…].
  - Band 1: 1809–1813. Philosophie der Freiheit und der Weltalter. Hrsg. v. Lothar Knatz, Hans Jörg Sandkühler und Martin Schraven. 1994, ISBN 3-7873-1162-9.
  - Band 2: 1814–1816. Die Weltalter II – Über die Gottheiten von Samothrake. Hrsg. v. Lothar Knatz, Hans Jörg Sandkühler und Martin Schraven. 2002, ISBN 3-7873-1172-6.
  - Band 12: 1846. Philosophie der Mythologie und reinrationale Philosophie. Hrsg. v. Lothar Knatz, Hans Jörg Sandkühler und Martin Schraven. 1998, ISBN 3-7873-1171-8.
  - Band 14: 1849. Niederlage der Revolution und Ausarbeitung der reinrationalen Philosophie. Hrsg. v. Martin Schraven. 2007, ISBN 3-7873-1827-5.
- System des transzendentalen Idealismus. Hrsg. v. Horst D. Brandt u. Peter Müller. Meiner, Hamburg 2000, ISBN 3-7873-1465-2.
- Philosophische Untersuchungen über das Wesen der menschlichen Freiheit und die damit zusammenhängenden Gegenstände. Hrsg. v. Thomas Buchheim. Meiner, Hamburg 2001, ISBN 3-7873-1590-X.
- Zeitschrift für spekulative Physik. Hrsg. v. Manfred Durner, zwei Bände. Meiner, Hamburg 2002, ISBN 3-7873-1694-9.
- Bruno oder über das göttliche und natürliche Prinzip der Dinge. Ein Gespräch. Hrsg. v. Manfred Durner. Meiner, Hamburg 2005, ISBN 3-7873-1719-8.
- Abgrund der Freiheit / Die Weltalter. Ein Essay von Slavoj Žižek mit dem Text von Friedrich Wilhelm J. von Schelling „Die Weltalter“. LAIKA, Hamburg 2013, ISBN 978-3-942281-57-7 (enthält den Text der zweiten Fassung).
- Stuttgarter Privatvorlesungen. Hrsg. v. Vicki Müller-Lüneschloß. Meiner 2016, ISBN 978-3-7873-2871-0.
- System der gesammten Philosophie und der Naturphilosophie insbesondere. Hrsg. v. Christoph Binkelmann, Andrea Dezi, Vicki Müller-Lüneschloß. Beatrix Editions, London 2017, ISBN 978-0-9933471-1-5.
- Aphorismen über die Naturphilosophie. Hrsg. v. Fabian Mauch. Meiner, Hamburg 2018, ISBN 978-3-7873-3443-8.
- Clara oder über den Zusammenhang der Natur mit der Geisterwelt. Mit einer Einleitung und Anmerkungen. Hrsg. v. Vicki Müller-Lüneschloß. Meiner, Hamburg 2025, ISBN 978-3-7873-4897-8.

## Siglen
| AA | Historisch-kritische Schelling -Ausgabe der Bayerischen Akademie der Wissenschaften. Hrsg. Hans Michael Baumgartner, Wilhelm G. Jacobs, Jörg Jantzen, Hermann Krings und Hermann Zeltner, Stuttgart-Bad Cannstatt 1976 ff.                                                                                              |
| SW | Friedrich Wilhelm Joseph von Schellings sämmtliche Werke. Hrsg. v. K.F.A. Schelling. 1. Abteilung: 10 Bde. (= I–X); 2. Abteilung: 4 Bde. (= XI–XIV), Stuttgart/Augsburg 1856–1861. Nach der Originalausgabe in neuer Anordnung hrsg. v. M. Schröter, 6 Hauptbde., 6 Ergänzungsbde., München 1927 ff., 2. Aufl. 1958 ff. |